# تاريخ ما بعد الكلاسيكية

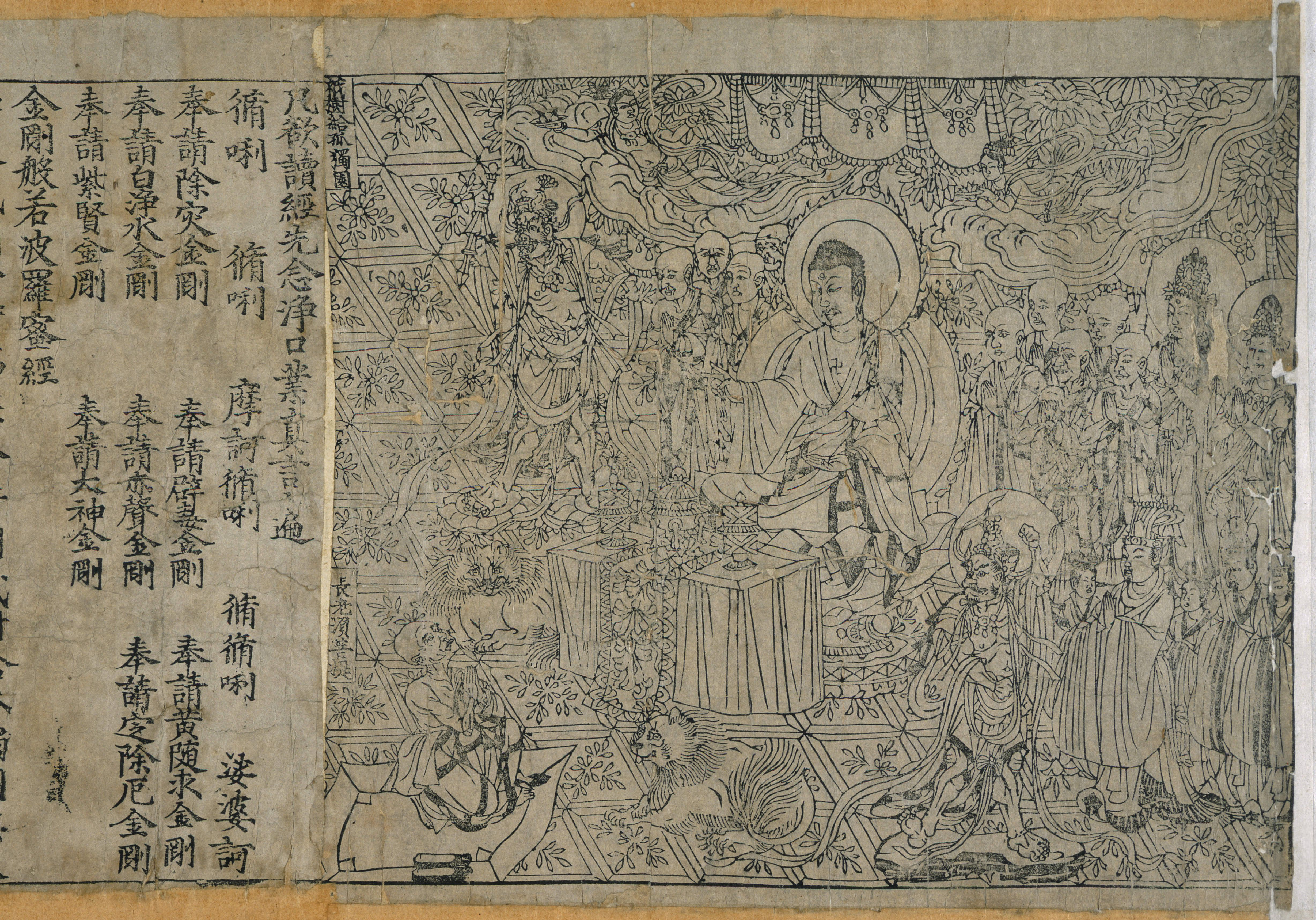
تم نشر سوترا ماسية في دونهوانغ الصينية سنة 868 م، وهو أول كتاب مطبوع باستخدام تقنيات الطباعة الخشبية. هذه الصورة هي الجزء الأمامي من الكتاب الذي كان له دور فعال في نشر البوذية في شرق آسيا (بوذية ماهايانا). كانت حقبة ما بعد الكلاسيكية حقبة دينية. ساهمت الأمور الإيمانية في تطوير السلطة السياسية وفي الحياة الشخصية لمعظم الناس العاديين في كل من العالم القديم والجديد. غالبًا ما تم تقسيم المناطق الجغرافية بناءً على الانتماء الديني للموقع.

تاريخ ما بعد الكلاسيكية (وأحيانًا تسمى حقبة العصور الوسطى في العالم أو عصر ما بعد العصور القديمة أو عصر ما قبل العصر الحديث) كما هو مستخدم في التاريخ العالمي، وعموما تمتد تلك الحقبة من حوالي 500 م إلى 1500 م (بالتوافق تقريبًا مع العصور الوسطى الأوروبية)، لكن هناك اختلافات مناطقية حول هذا التأريخ. اتسم ذاك العصر عالميًا بتوسع الحضارات جغرافيًا، ونمو شبكات التجارة بين تلك الحضارات.
في آسيا ساهم انتشار الإسلام في نمو إمبراطورية جديدة وبروز العصر الذهبي الإسلامي والعلاقات التجارية مع قارات آسيا وأفريقيا وأوروبا، وشهد العصر أيضًا تقدمًا في علوم العالم الإسلامي في العصور الوسطى. شهد شرق آسيا تشكّل الإمبراطورية الصينية بشكلها الكامل، ما أدى إلى ظهور سلالات حاكمة عديدة ومزدهرة أثرت على كوريا وفيتنام واليابان. انتشرت ديانات كالبوذية والكونفوشية الجديدة في المنطقة. ازدهرت في الصين صناعة البارود في عصر ما بعد الكلاسيكية، وربطت الإمبراطورية المغولية آسيا بأوروبا، فخلقت بذلك طرق تجارة آمنة وراسخة بين القارتين. تضاعف تعداد سكان العالم بالمجمل من نحو 210 ملايين نسمة في العام 500 بعد الميلاد، إلى 461 مليون نسمة في العام 1500. نما التعديد السكاني بشكل ثابت خلال تلك الفترة، لكن واجه البشر حوادث وكوارث أدت إلى انخفاض عَرَضي في تعداد السكان، ومن تلك الكوارث، على سبيل المثال: طاعون جستنيان وغزوات المغول والموت الأسود.

## التأريخ

### المصطلح والحقب

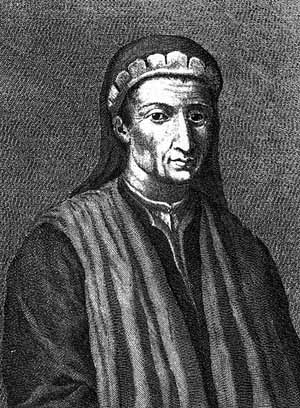
ليوناردو بروني مؤرخ عصر النهضة الذي ساعد في تطوير مفهوم «العصور الوسطى»

حقبة ما بعد الكلاسيكي هو عصر تاريخي استعمله المؤرخون باستخدام تاريخ العالم للتدرج في التاريخ، وتحديداً مؤرخو المدرسة التي ظهرت في أواخر القرن العشرين وأوائل القرن الحادي والعشرين. أما خارج تاريخ العالم فإن المصطلح يستخدم أحيانًا لتجنب المفاهيم المسبقة الخاطئة حول مصطلحات العصور الوسطى والعصور المظلمة (انظر القروسطية [الإنجليزية])، على الرغم من أن تطبيق مصطلح ما بعد الكلاسيكية على نطاق عالمي هو غير ثابت أيضًا، وربما يكون مركزًا أوروبيًا.
تتوافق فترة ما بعد الكلاسيكية تقريبًا مع الفترة من 500 م إلى 1450 م. وتختلف تواريخ البداية والنهاية اعتمادًا على المنطقة، حيث تبدأ الفترة في نهاية الفترة الكلاسيكية السابقة: سقوط كل من: الهان الصينية (في 220 م)، والإمبراطورية الرومانية الغربية (في 476 م)، وإمبراطورية جوبتا (في 543 م). والإمبراطورية الساسانية (في 651 م).
فترة ما بعد الكلاسيكية هي واحدة من خمس أو ست فترات رئيسية استخدمها مؤرخو العالم:
1. بداية الحضارة
2. المجتمعات القديمة
3. ما بعد الكلاسيكية. ويسمى أيضا بالعصور الوسطى التي تنفرد به أوروبا.
4. الحقبة الحديثة المبكرة
5. القرن التاسع عشر الطويل
6. العصر المعاصر أو الحديث.[1] (في بعض الأحيان يتم الجمع بين القرن التاسع عشر والحديث.[1])

على الرغم من أن تاريخ ما بعد الكلاسيكية هو مرادف للعصور الوسطى لأوروبا الغربية، إلا أن المصطلح ليس بالضرورة عضوًا في الفترة الثلاثية التقليدية لتاريخ أوروبا الغربية من الكلاسيكية والمتوسطة والحديثة.

### التوجهات
تطور المجال التأريخي لتاريخ العالم تطورًا واسع النطاق منذ الثمانينيات، وهو الذي ينظر في المواضيع المشتركة التي تحدث عبر ثقافات ومناطق متعددة. ومع ذلك تميل الأبحاث إلى التركيز على العولمة الحديثة المبكرة بدءًا من سنة 1500 والتطورات التي تلتها، وترى أن التاريخ ما بعد الكلاسيكي يتعلق بشكل أساسي بالأفرو-أوراسيا. ويدرك المؤرخون صعوبة إنشاء فترة زمنية وتحديد الموضوعات المشتركة التي لا تشمل هذه المنطقة فحسب، بل تشمل أيضًا على سبيل المثال الأمريكتين، نظرًا لأنهم لم يكن لديهم اتصال يذكر مع الأفرو-أوراسيا قبل التبادل الكولومبي. وهكذا أكدت الأبحاث الحديثة أن التاريخ العالمي للفترة ما بين 500 و 1500 ما زال مطلوبًا، وأن المؤرخين بدأوا للتو بالشروع في تاريخ عالمي للعصور الوسطى.
بالنسبة للعديد من مناطق العالم، هناك تواريخ راسخة. على الرغم من أن دراسات العصور الوسطى في أوروبا مالت في القرن التاسع عشر إلى التركيز على إنشاء تواريخ للدول القومية الفردية، إلا أن الكثير من أبحاث القرن العشرين ركزت بنجاح على إنشاء تاريخ متكامل لأوروبا في العصور الوسطى. وبالمثل تمتع العالم الإسلامي بتأريخ إقليمي غني، بدءًا من ابن خلدون في القرن الرابع عشر وحتى مارشال هودسون في القرن العشرين وما بعده. في المقابل فقد تقدمت نوعا ما الأبحاث في شبكة المحاور التجارية التي مكنت البضائع والأفكار من الانتقال بين الصين في الشرق وجزر المحيط الأطلسي في الغرب - والتي يمكن تسميتها بالعولمة القديمة. إحدى المؤرخين الرئيسيين في هذا المجال هي جانيت أبو لغد. على النقيض من ذلك فإن فهم التواصل داخل منطقة إفريقيا جنوب الصحراء أو الأمريكتين كان محدودًا للغاية.
لذلك فكتب التاريخ الحديثة بدأت في استكشاف إمكانية كتابة تاريخ يغطي العالم القديم، حيث كانت الأنشطة البشرية مترابطة إلى حد ما، وإقامة علاقتها مع البيئات الثقافية الأخرى الموجودة في الأمريكتين وأوقيانوسيا. وذلك في تقييم لجيمس بيليش وجون داروين ومارجريت فرينز وكريستوفر ويكهام.
قد يكون التاريخ العالمي بلا حدود، لكن المؤرخين العالميين ليسوا كذلك. لا يمكن أن يكون التاريخ العالمي بصورة مفيدة تاريخ كل شيء وكل مكان وكل الوقت. [...] هناك ثلاث طرق [...] تبدو لنا بشارةً حقيقية. الأول هو التاريخ العالمي باعتباره السعي وراء المشاكل التاريخية الهامة عبر الزمان والمكان والتخصص. يمكن وصف هذا أحيانًا بأنه التاريخ المقارن. [...] آخر هو الترابط، مثل العلاقات بين الممالك. [...] النهج الثالث هو دراسة العولمة [...]. العولمة مصطلح يحتاج إلى الإنقاذ من الحاضر، وإنقاذ الماضي. لتعريفه على أنه يشمل دائمًا الكوكب بأسره، فإن النتيجة الحالية هي عملية غاية في القدم.
وذكر عدد من المعلقين تاريخ مناخ الأرض باعتباره مقاربة مفيدة لتاريخ العالم في العصور الوسطى، مشيرين إلى أن بعض الأحداث المناخية كان لها تأثيرات على جميع البشر.

## الاتجاهات الرئيسة
شهدت حقبة ما بعد الكلاسيكية تنمية وظهور أفكار مشتركة. وكذلك كان هناك توسع ونمو حضاري في مناطق جغرافية جديدة؛ وصعود وانتشار الديانات الثلاث الرئيسية؛ وفترة من التوسع السريع للتجارة وشبكاتها.

### نمو الحضارات

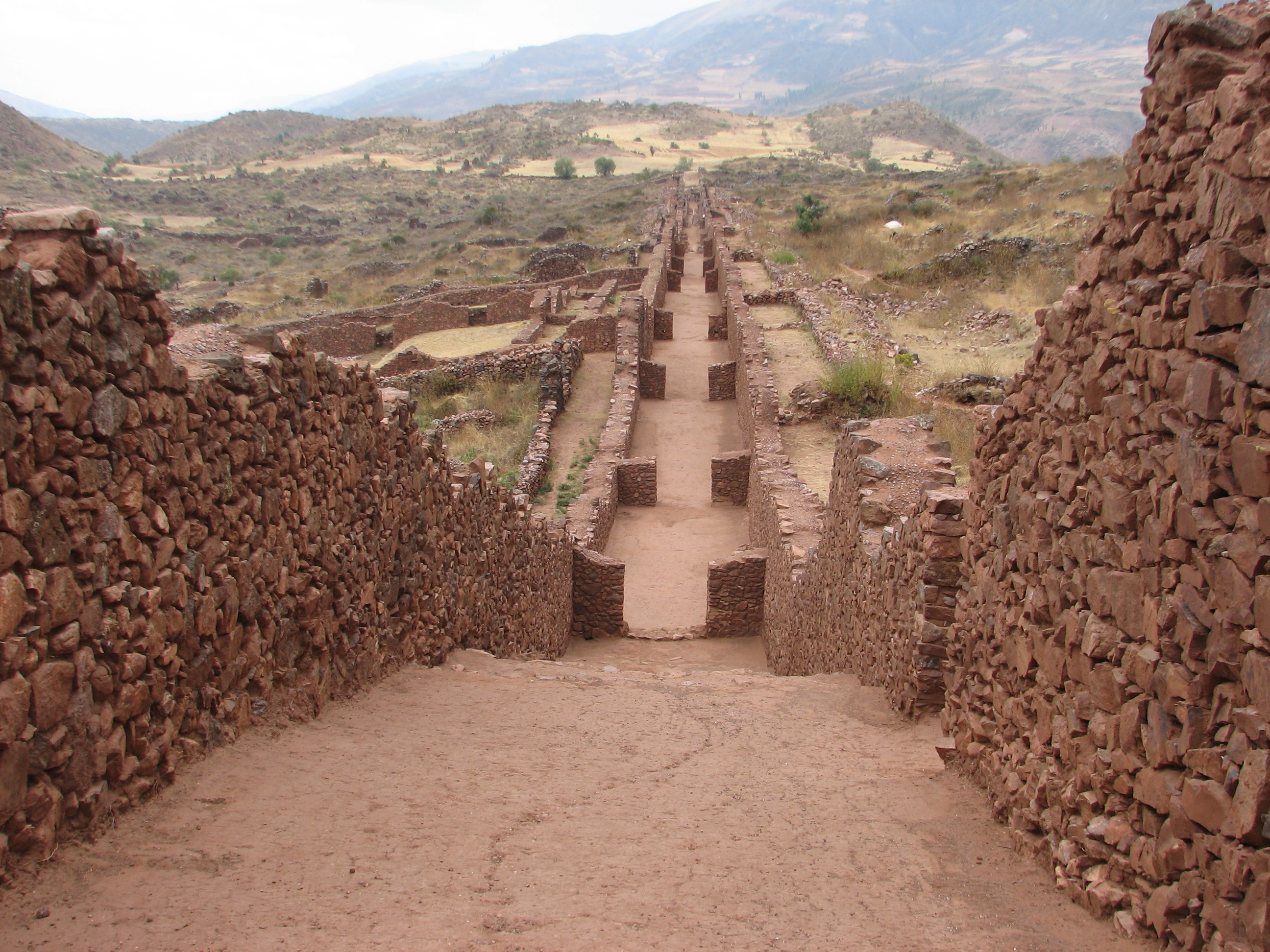
بيكياكتا مركز حضري إداري لإمبراطورية واري، إحدى حضارات الأنديز في أمريكا الجنوبية التي ازدهرت من القرن الخامس إلى الثامن.

في البداية، توسعت الحضارات ونمت لتمتد إلى مناطق جغرافية جديدة عبر آسيا وأفريقيا وأوروبا وأمريكا الوسطى وغرب أمريكا الجنوبية. لكن كما أوضح المؤرخ العالمي بيتر ستيرنز لم تظهر اتجاهات عالمية مشتركة خلال عصر ما بعد الكلاسيكية، بل تميزت تلك الفترة بنمو دولٍ ضعيفة التنظيم وبعض التطورات الأخرى، لكن لم تبرز أنماط سياسية مشتركة عالميًا. ففي آسيا استمرت الصين باتباع دورة الأسر أو السلالات المتعاقبة وأصبحت أشد تعقيدًا، ما أدى إلى تعزيز البيروقراطية في الإمبراطورية. أدى نمو الإمبراطوريات الإسلامية إلى نشوء قوة جديدة في الشرق الأوسط وشمال أفريقيا ووسط آسيا. نشأت في غرب أفريقيا أيضًا مملكتي سونغاي ومالي. لم ينتج عن انهيار الإمبراطورية الرومانية فراغٌ في السلطة على المتوسط وأوروبا فحسب، بل أدى إلى نشوء حضارات جديدة بالكامل في مناطق معينة، وفقًا لما أورده المؤرخون. طُبّق في أوروبا نظام سياسي مختلف تمامًا (الإقطاعية) ونظام مجتمعي مختلف أيضًا (المانورالية). إلا أن الإمبراطورية الرومانية الشرقية أو البيزنطية، حافظت على الكثير من خصائص روما القديمة، واستمدت الكثير من الحضارتين الإغريقية والفارسية. بدأت كييف روس -لاحقًا روسيا- بالنمو في أوروبا الشرقية أيضًا. وفي القارتين الأمريكيتين المعزولتين، شهد وسط أمريكا قيام إمبراطورية الآزتيك، بينما شهدت منطقة الأنديز في أمريكا الجنوبية بروز إمبراطورية واري أولاً ثم تلتها إمبراطورية الإنكا.

### انتشار الديانات العالمية

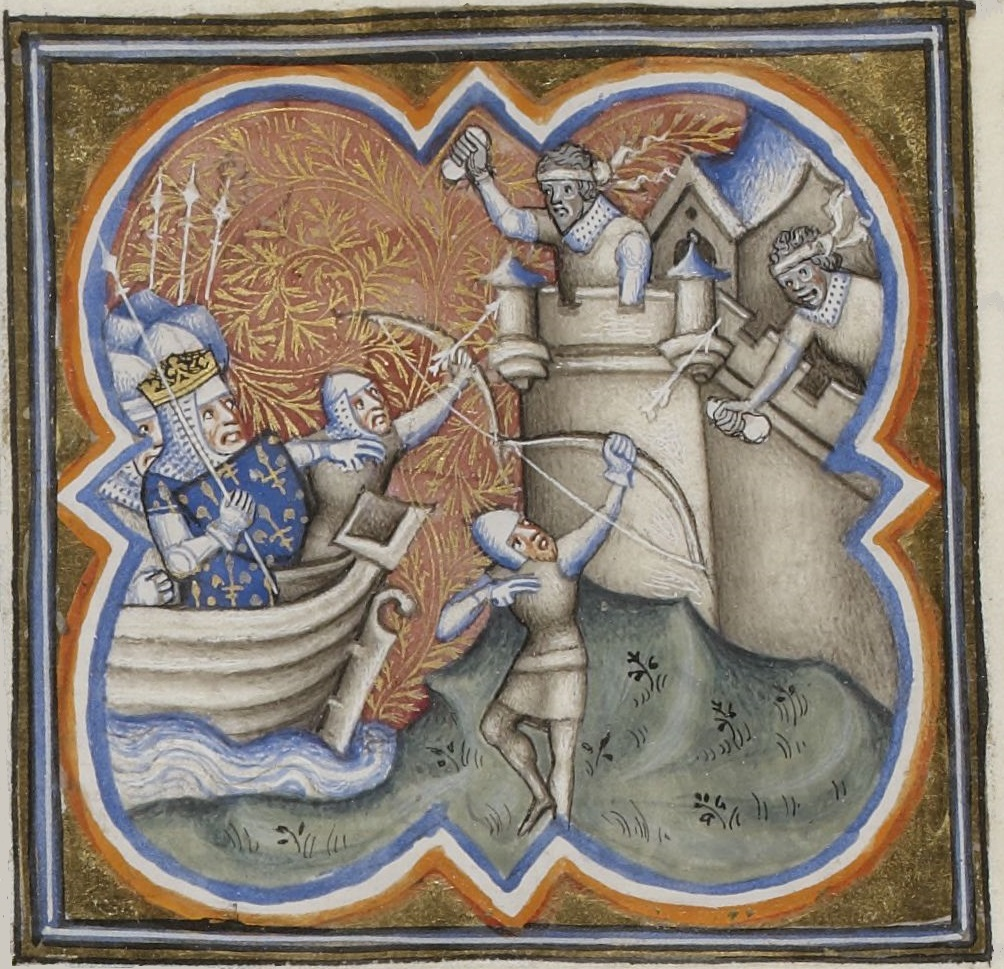
حصار عكا (1191؛ صورة من 1280.) كانت الحروب الدينية شائعة في العصور ما بعد الكلاسيكية. وكانت الحروب الصليبية من أضخمها.

برزت ديانات تدعو إلى دمج البشرية جمعاء في نظام عالمي موحد منذ بداية الألفية الأولى ق.م، وتحديدًا البوذية. وفي الألفية التالية، انضمت إلى البوذية ديانتان رئيسيتان وعالميتان وتبشيريتان، تطورتا من اليهودية، وهما المسيحية والإسلام. وبنهاية تلك الحقبة، انتشرت تلك الديانات الثلاث بشكل واسع وهيمنتا على معظم أنحاء العالم القديم.
- انتشرت البوذية من الهند إلى الصين، وازدهرت هناك لفترة قصيرة قبل أن تنتشر في اليابان وكوريا وفيتنام،[29] ثمّ انتشرت حركة النهضة الكونفوشيوسية في القرون اللاحقة بتأثير مشابه للبوذية.[28]
- أصبحت المسيحية الدين الرسمي للإمبراطورية الرومانية سنة 380، واستمرت بالانتشار نحو شمال وشرق أوروبا خلال حقبة ما بعد الكلاسيكية، على حساب ديانات أخرى قديمة صنفتها المسيحية ضمن قائمة ديانات وثنية.[30] حاول المسيحيون أيضًا نشر دينهم في الشرق الأوسط خلال فترة الحملات الصليبية. عزز انشقاق الكنيسة الكاثوليكية في أوروبا الغربية والأرثوذكسية في أوروبا الشرقية، التنوع الثقافي والديني في أوراسيا.[31][30][29]
- بدأ الإسلام بين 610 و632، عبر تسلسل نزول الوحي على النبي محمد. ساهم الإسلام في توحيد القبائل والعشائر البدوية المتحاربة في شبه الجزيرة العربية، وبفضل سلسلة من الفتوحات الإسلامية السريعة، انتشر الإسلام غربًا ووصل إلى شمال أفريقيا وشبه الجزيرة الإيبيرية وأجزاء من أفريقيا الغربية، وتوسع شرقًا نحو بلاد فارس وآسيا الوسطى والهند وإندونيسيا.[32]

### التجارة والتواصل

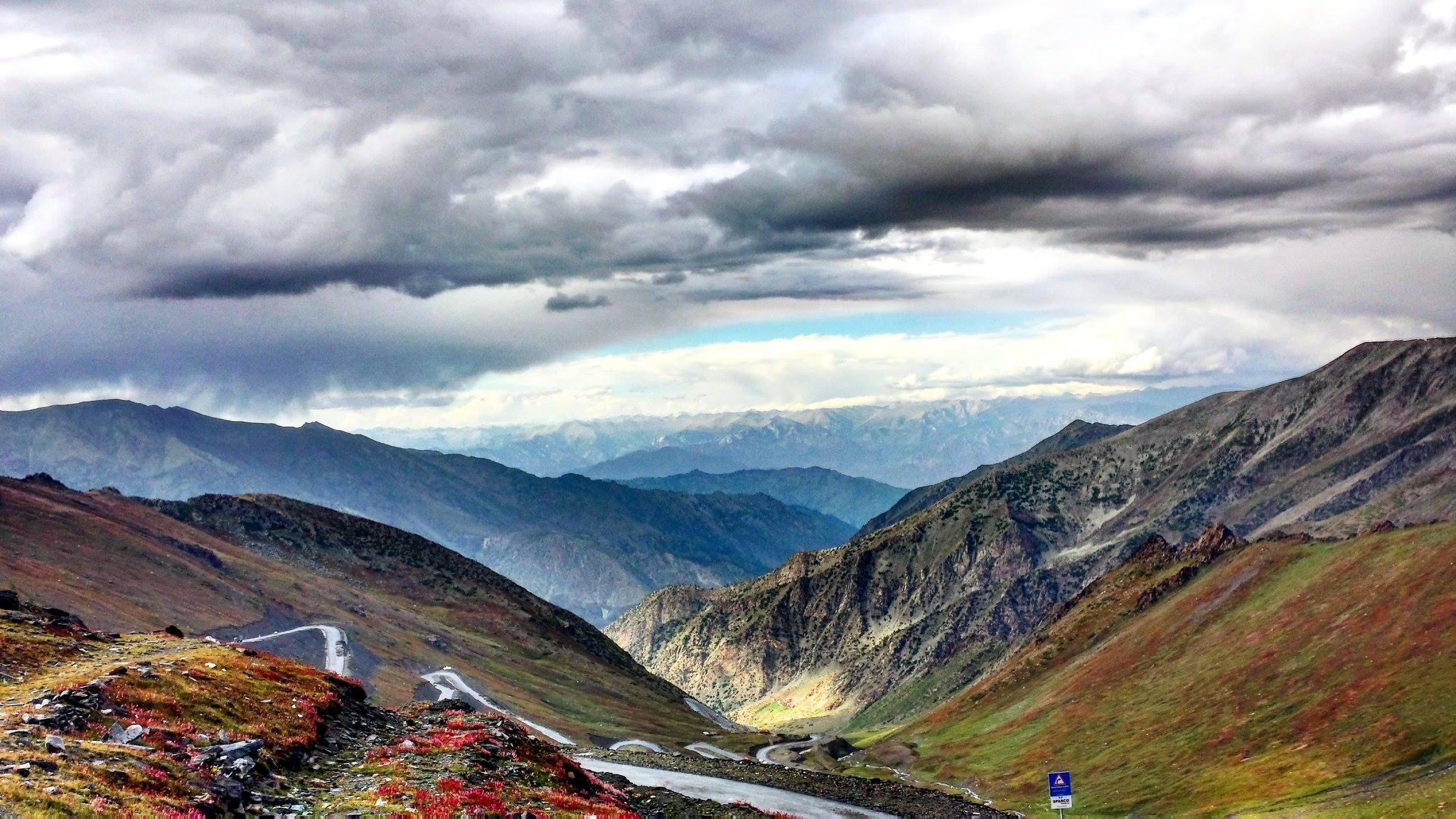
ممر بابوسار الباكستاني، جزء من طريق الحرير

أخيرًا، تزايدت حركة التجارة والتواصل عبر أفريقيا وأوراسيا بشكل سريع. ظلّ طريق الحرير يعمل على نشر الثقافات والأفكار من خلال التجارة عبر أوروبا وآسيا وأفريقيا. أُنشئت شبكات التجارة بين أوروبا الغربية وبيزنطة والروس الأوائل والممالك الإسلامية وثقافات الشرق الأقصى. وفي أفريقيا، سمح وجود الجِمال المبكر بظهور شكل جديد من التجارة عبر الصحراء الكبرى، والتي توسعت لاحقًا بشكل كبير، وربطت شعوب غرب أفريقيا وجنوب الصحراء الكبرى مع أوراسيا. اقتبست الإمبراطوريات الإسلامية العديد من التقنيات الإغريقية والرومانية والهندية ونشرتها عبر مناطق نفوذها، ما سمح بوصول تلك التقنيات إلى أوروبا وشمال وغرب أفريقيا ووسط آسيا. ساهمت التجارة البحرية لدى المسلمين بربط تلك المناطق مع بعضها، لتشمل مناطق في المحيط الهندي والبحر المتوسط، وحلّت محلّ بيزنطة في البحر المتوسط. جلبت الحملات الصليبية في الشرق الأوسط (بالإضافة إلى الأندلس وصقلية) العلوم والتقنيات والبضائع الإسلامية إلى أوروبا الغربية. كان ماركو بولو رائد التجارة بين أوروبا الغربية وشرق آسيا. الأهم من ذلك، بدأت الصين بفرض تأثيرها على مناطق مثل اليابان وكوريا وفيتنام عبر التجارة والغزوات. وأخيرًا أدى نشوء الإمبراطورية المغولية في وسط آسيا إلى توفير طرق تجارة آمنة سمحت لنشر البضائع والثقافات والأفكار والأمراض أيضًا بين آسيا وأوروبا وأفريقيا.
كان لشعوب الأمريكيتين شبكات تجارة خاصة بهم، لكنها كانت مُقيدة بنقص الحيوانات التي تُستخدم لجر العربات. وفي أوقيانوسيا انخرطت بعض سلاسل الجزر مثل بولنيزيا وميكرونيسيا في الأعمال التجارية بين بعضهما.

### المناخ
هناك أدلة في عصر ما بعد الكلاسيكي بتأثر العديد من مناطق العالم -وبشكل مشابه- بالظروف المناخية العالمية، لكن تفاوتت التأثيرات المباشرة على درجات الحرارة ومعدلات الهطول من منطقة لأخرى. وفقًا للهيئة الحكومية الدولية المعنية بتغير المناخ، فتلك التغيرات لم تحدث دفعةً واحدة. وعمومًا وجدت الدراسات أن درجات الحرارة كانت أدفأ نسبيًا في القرن الحادي عشر، بينما كانت أبرد في أوائل القرن السابع عشر. لا يمكن معرفة درجة التغير المناخي التي حدث في جميع بقاع العالم بشكل دقيق، ولا نستطيع أيضًا تحديد ما إذا كانت تلك التغيرات جزءًا من نمط مناخي عالمي أم لا. وتبدو الأنماط المناخية أكثر وضوحًا في نصف الأرض الشمالي مقارنة مع نصفها الجنوبي.

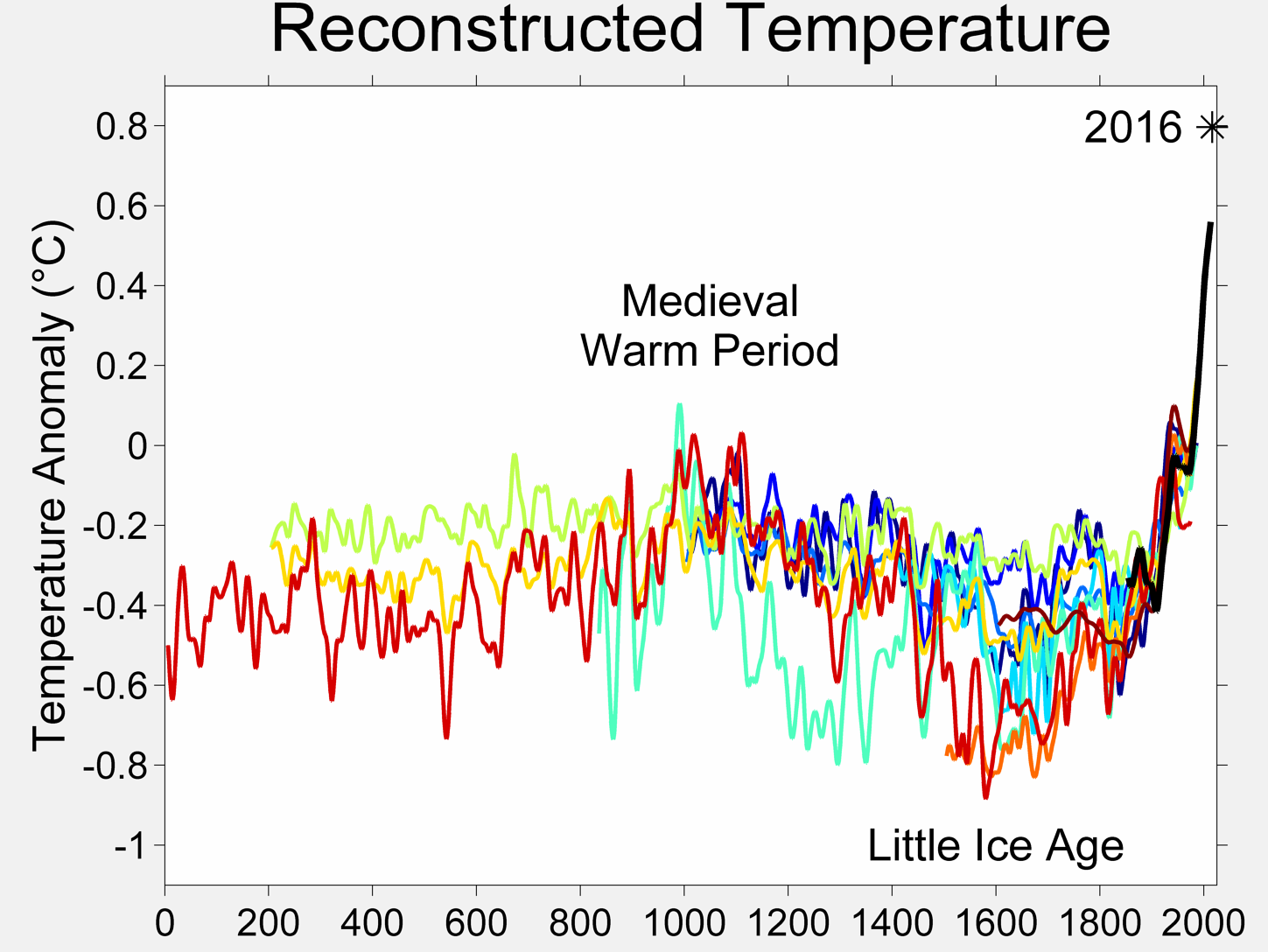
يختلف العمق الذي أعيد تشكيله للعصر الجليدي الصغير بين الدراسات. فالحالات الشاذة المعروضة تعود إلى الفترة المرجعية 1950-1980.

هناك فترات مناخية أقصر يمكن القول إنها تفسر اتجاهات المناخ على نطاق واسع في فترة ما بعد الكلاسيكية. وتشمل تلك العصر الجليدي الصغير المتأخر والحقبة القروسطية الدافئة والعصر الجليدي الصغير. ومن المحتمل أن تكون الأحداث المناخية القاسية في الفترة 536-537 قد بدأت بسبب ثوران بحيرة إيلوبانغو في السلفادور. أدت الكبريتات المنبعثة في الهواء إلى تبريد عالمي وهجرة وتلف المحاصيل في جميع أنحاء العالم، مما أدى فعليا إلى استفحال فترة زمنية أكثر برودة. تظهر السجلات أن متوسط درجة الحرارة في العالم ظلت أكثر برودة لمدة قرن تقريبا.
حدثت الحقبة القروسطية الدافئة من 950 إلى 1250 في النصف الشمالي من الكرة الأرضية، مما تسبب في صيف أكثر دفئًا في العديد من المناطق؛ لم يتجاوز تلك الحرارة المرتفعة إلا الاحتباس الحراري في القرنين 20 و 21. تم الافتراض بأن درجات الحرارة الأكثر دفئًا سمحت للإسكندنافيين باستعمار جرينلاند، بسبب البحار الخالية من الجليد. أما خارج أوروبا فهناك أدلة على ظروف الاحترار، مثل ارتفاع درجات الحرارة في الصين وحالات الجفاف الرئيسية في أمريكا الشمالية التي أثرت سلبًا على العديد من الثقافات.
بعد سنة 1250 بدأت الأنهار الجليدية بالتوسع في جرينلاند، مما أثر على دورتها الحرارية الملحية فتعرض كل شمال المحيط الأطلسي للتبريد. وفي القرن الرابع عشر أصبح موسم الزراعة في أوروبا غير موثوق به؛ وفي الصين فقد اتجهت زراعة البرتقال جنوبا حيث انخفاض درجات الحرارة. كان للعصر الجليدي الصغير تداعيات ثقافية كبيرة خاصة في أوروبا. استمرت حتى الثورة الصناعية، أي بعد فترة طويلة من فترة ما بعد الكلاسيكية. إلا أن أسبابه غير واضحة: التفسيرات المحتملة تشمل البقع الشمسية والدورات المدارية للأرض والنشاط البركاني ودوران المحيطات وانخفاض عدد السكان بسبب الإنسان.

## التاريخ حسب المنطقة في العالم القديم

### أفريقيا

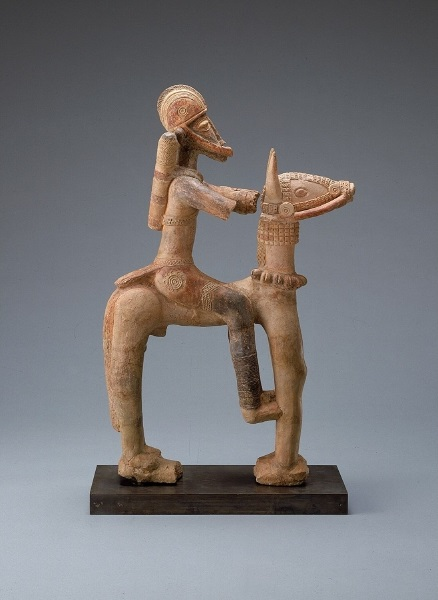
فارس من الطين (القرنين الثالث عشر والخامس عشر) من جينيه، داخل مملكة مالي

في تلك الحقبة تأثرت إفريقيا ثقافيًا وسياسيًا بدخولها الإسلام، وبالذات في شمالها وبلاد السودان والساحل الشرقي. ومع ذلك فإن هذا التحويل لم يكن كاملاً ولا موحدًا بين تلك المناطق، ولم تغير الطبقات منخفضة المستوى معتقداتها على الإطلاق. قبل هجرة المسلمين إلى إفريقيا، كانت معظم القارة تهيمن عليها مجتمعات متنوعة من مختلف الأحجام والتعقيدات. وقد حكم هؤلاء الملوك أو مجالس الشيوخ الذين سيطروا على مواطنيهم بعدة طرق. ويعبد معظم هؤلاء الناس الأرواح والأشباح. فإفريقيا منقسمة ثقافيًا بين إفريقيا الصحراوية (التي تتكون من شمال إفريقيا والصحراء الكبرى) وأفريقيا جنوب الصحراء (أراضي جنوب الصحراء). وقسمت إفريقيا جنوب الصحراء إلى السودان الذي يغطي كل المناطق شمال إفريقيا الوسطى، ومنها غرب إفريقيا. ومعظم قاطني المنطقة الواقعة جنوب السودان هم من شعوب البانتو الذين يتحدثون لغة البانتو. منذ سنة 1100 وما بعدها أصبحت أوروبا المسيحية والعالم الإسلامي يعتمدان على إفريقيا للحصول على الذهب.
وفي حوالي 650 م توسع التحضر لأول مرة إلى ما بعد المملكتين القديمتين أكسوم والنوبة. يمكن تقسيم الحضارات الأفريقية إلى ثلاث فئات على أساس الدين:
- الحضارات المسيحية في القرن الأفريقي.
- الحضارات الإسلامية التي تشكلت في وادي نهر النيجر في غرب إفريقيا وسواحل شرق إفريقيا.
- المجتمعات التقليدية التي تمسكت بالديانات الأفريقية الأصلية.[43] تطورت ممالك جنوب الصحراء الأفريقية على أساس التجارة القارية مع بعضها البعض عبر الطرق البرية وتجنب التجارة البحرية بشكل عام.[42]

إفريقيا جنوب الصحراء هي جزءًا من شبكتين تجاريتين كبيرتين منفصلتين: التجارة عبر الصحراء الكبرى التي كانت تربط التجارة بين غرب وشمال إفريقيا. بسبب الأرباح الضخمة من التجارة نشأت إمبراطوريات إسلامية أفريقية كبيرة، مثل غانا ومالي وسونغاي. وظهر في القرن الرابع عشر السلطان منسا موسى ملك مالي الذي كان أغنى شخص في عصره. وفي مالي كانت مدينة تمبكتو مركزًا دوليًا للعلوم ومعروفة في جميع أنحاء العالم الإسلامي، لا سيما من جامعة سانكور. كانت شرق إفريقيا جزءًا من شبكة تجارة المحيط الهندي والتي احتوت المدن الإسلامية الخاضعة للحكم العربي على ساحل شرق إفريقيا مثل مومباسا ومدن قديمة مثل زيمبابوي العظمى التي كانت تصدر الذهب والنحاس والعاج إلى أسواق الشرق الأوسط وجنوب آسيا وجنوب شرق آسيا.

### أوروبا

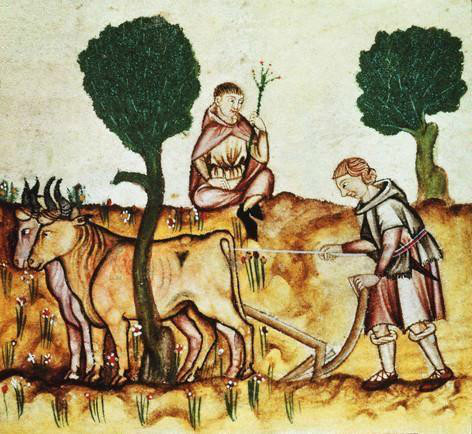
الحرث في العصور الوسطى. كان معظم الأوروبيين في العصور الوسطى من الفلاحين الذين لا يملكون أرضًا ويطلق عليهم الأقنان وكانوا يعملون مقابل الحماية العسكرية. بعد الموت الأسود في أربعينيات القرن الرابع عشر، تسبب نقص العمالة بمطالبة الأقنان بأجور مقابل عملهم. رسم من سنة 1300

أعادت أوروبا بناء الحضارة الغربية بعد سقوط الإمبراطورية الرومانية الغربية في الحقبة المعروفة باسم العصور الوسطى المبكرة (500-1000). وشهدت تلك الحقبة استمرارًا للتوجهات التي بدأت في أواخر العصور القديمة: تناقص السكان والهجرة من المدن وازدياد غزوات البرابرة.
شكل العرب والمجريون والإسكندنافيون من القرن 7 حتى القرن 11 تهديدات حقيقية للممالك المسيحية مما أدى إلى مقتل الآلاف من الناس على مدى قرون. ولكنهم أنشأوا شبكات تجارية جديدة. وفي سنة 800 أسس شارلمان في أوروبا الغربية الإمبراطورية الرومانية المقدسة في محاولة لإحياء روما القديمة. ثم حاول إذكاء الثقافة والعلوم، فأشعل فتيل التعلم ومحو الأمية فيما أصبح يعرف بعصر النهضة الكارولنجية.
في أوروبا الشرقية نجت الإمبراطورية الرومانية الشرقية والتي سميت بعدها بالإمبراطورية البيزنطية التي أوجدت قانون جستنيان، مما ألهم الهياكل القانونية للدول الأوروبية الحديثة. حكم الأباطرة المسيحيون الأرثوذكس الدينيون الكنيسة الأرثوذكسية الشرقية البيزنطية، وتمكنوا من تنصير كييف روس، التي هي أساس روسيا وأوكرانيا الحاليتين. ازدهرت بيزنطة كونها قوة رائدة ومركز تجاري في منطقتها في عصر النهضة المقدونية حتى طغت عليها دول المدن الإيطالية والدولة العثمانية أواخر العصور الوسطى.

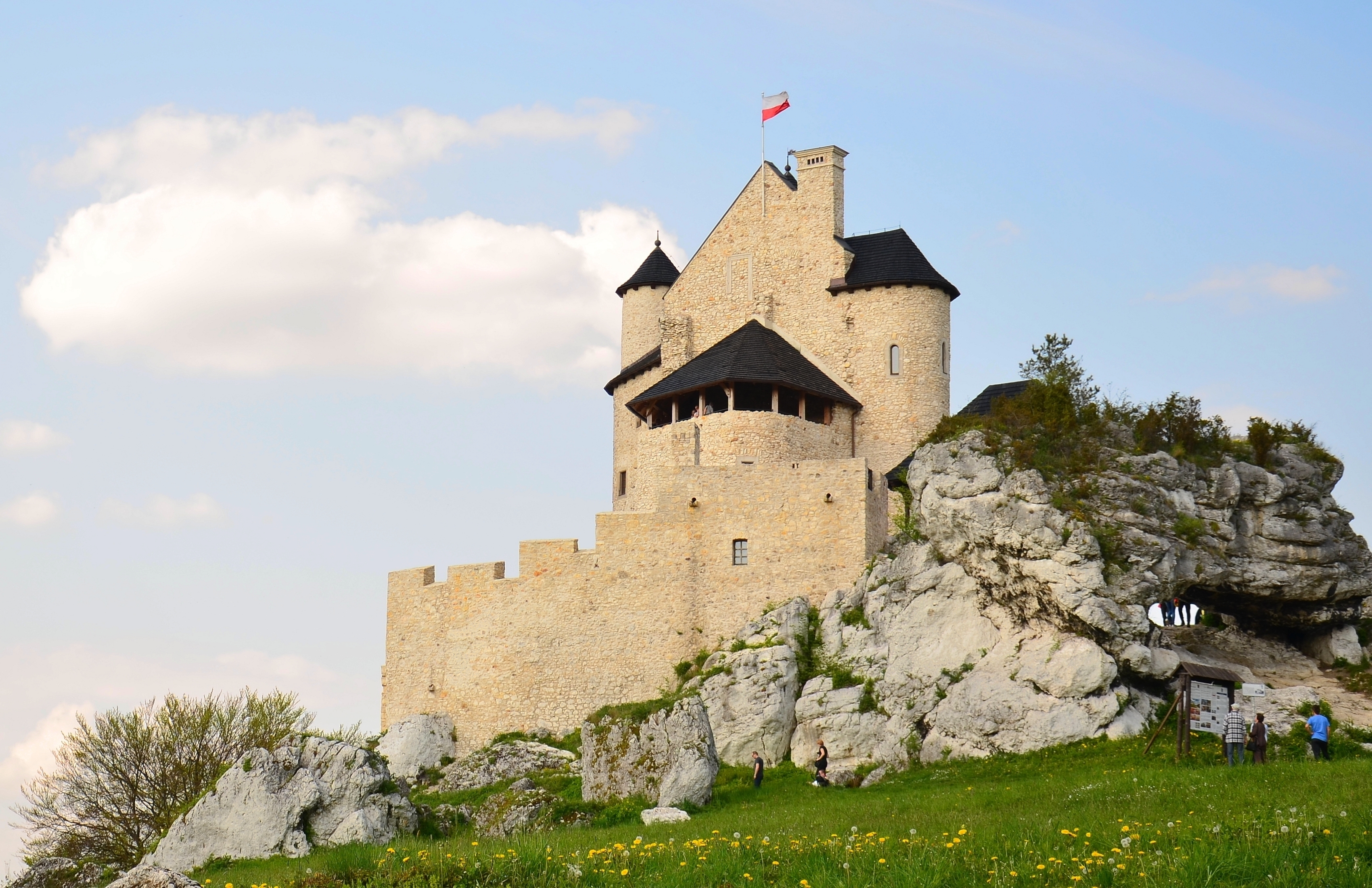
قلعة بوبوليسه, في بوبوليسه البولندية. كانت قلاع أوروبا القروسطية مراكز القوة الإقطاعية.

وخلال تلك الفترة سمح النظام الإقطاعي بتحسن في التنظيم العسكري والزراعي. فاستمر التحضر في شمال وغرب أوروبا. وتميزت التطورات اللاحقة بالنزعة المانورالية والإقطاعية، فتوسعت في العصور الوسطى العليا المزدهرة. وبعد سنة 1000 غيرت الممالك المسيحية التي ظهرت بعد انهيار روما بشكل كبير من طابعها الثقافي والمجتمعي.
خلال العصور الوسطى العليا (حوالي 1000 - 1300) ازدهر الفن والعمارة ذات التوجه المسيحي وصعدت الحروب الصليبية لنزع الأراضي المقدسة من سيطرة المسلمين. تم تخفيف تأثير الدولة القومية الناشئة من خلال المثل الأعلى للعالم المسيحي ووجود الكنيسة الرومانية الكاثوليكية في جميع الممالك الغربية. وحاول الفلاسفة المدرسيون التوفيق بين الإيمان والعقل. وتغير عصر الإقطاع بشكل كبير بسبب كارثة الموت الأسود ونتائجه. وكانت تلك المرة سببًا أساسيًا ومضمنًا لظهور عصر النهضة. وفي مطلع القرن 16 كانت الحضارة الأوروبية أو الغربية منخرطة في عصر الاكتشافات.
ظهر مصطلح العصور الوسطى لأول مرة باللاتينية في القرن الخامس عشر ويعكس وجهة النظر القائلة بأن هذه الفترة كانت انحرافًا عن مسار التعلم الكلاسيكي، وهو مسار يُفترض أنه أعيد ربطه بمعرفة عصر النهضة.

### غرب آسيا
شهدت شبه الجزيرة العربية ومناطق الشرق الأوسط والشرق الأدنى المحيطة بها تغيرًا جذريًا خلال حقبة ما بعد الكلاسيكية نتجت بشكل أساسي عن انتشار الإسلام وتأسيس الخلافة.

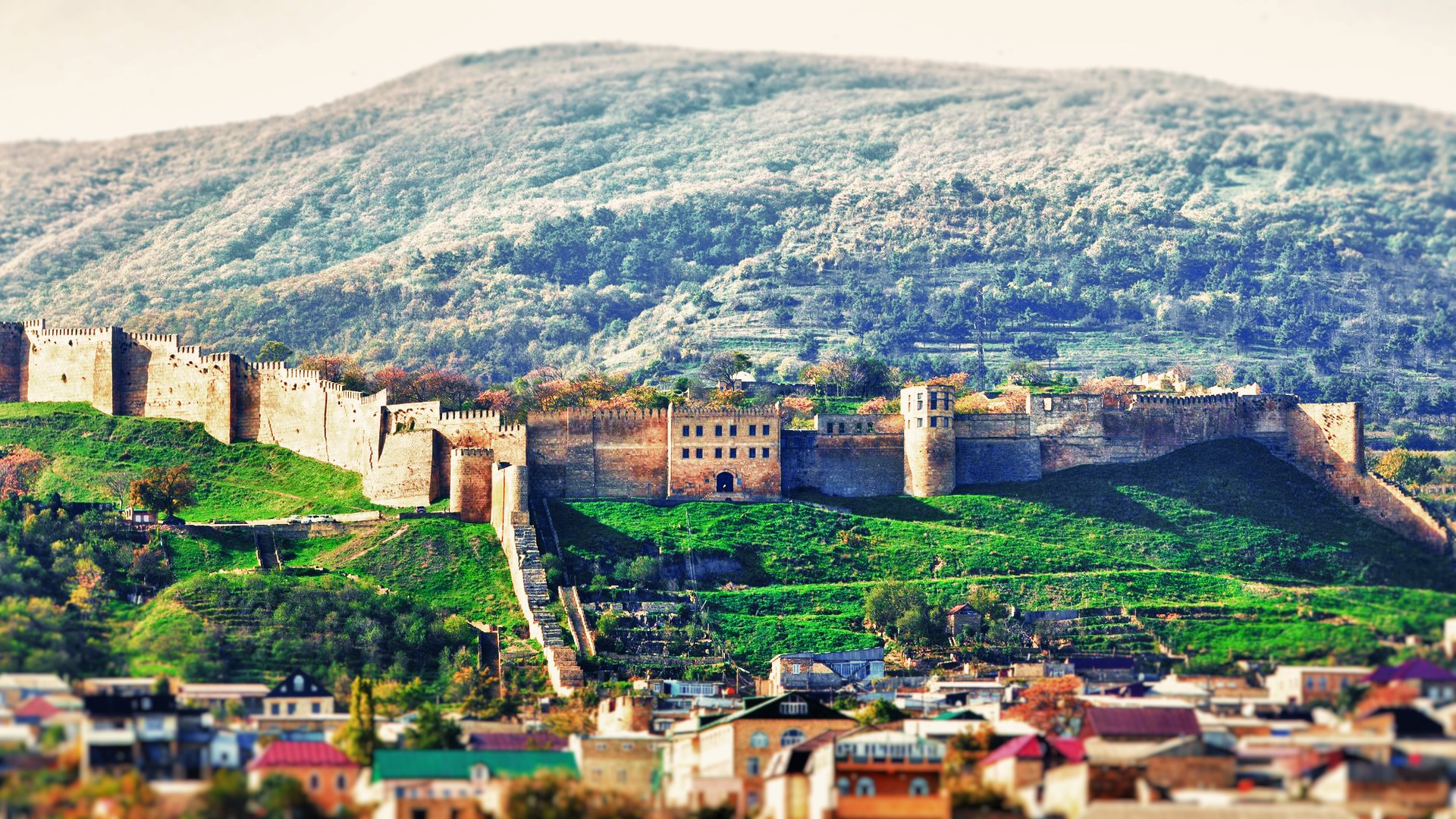
تحصينات دربند من القرن السادس في دربند التابعة حاليا لداغستان الروسية وهي جزء من خطوط الدفاع الساسانية، التي هيمنت عليها مع ديانتها الزرادشتية قبل الفتح الإسلامي لها.

تشرذم الشرق الأوسط في القرن الخامس بين كلا من الإمبراطورية الساسانية الفارسية المتمركزة فيما يعرف الآن بإيران، والإمبراطورية البيزنطية في الأناضول (تركيا حاليًا). حارب البيزنطيون والساسانيون بعضهم البعض لفترة طويلة، وهو ما يعكس التنافس بينهما خلال الخمسمائة عام الماضية. أدى القتال إلى إضعاف الدولتين، وترك المسرح مفتوحًا أمام قوة جديدة. وفي الوقت نفسه شهدت القبائل البدو التي هيمنت على الصحراء العربية فترة من الاستقرار القبلي، وشبكات تجارية أكبر ومعرفة أكثر بالديانات الإبراهيمية أو التوحيد.

كانت آيا صوفيا في القسطنطينية مركز الكنيسة الأرثوذكسية في الإمبراطورية البيزنطية

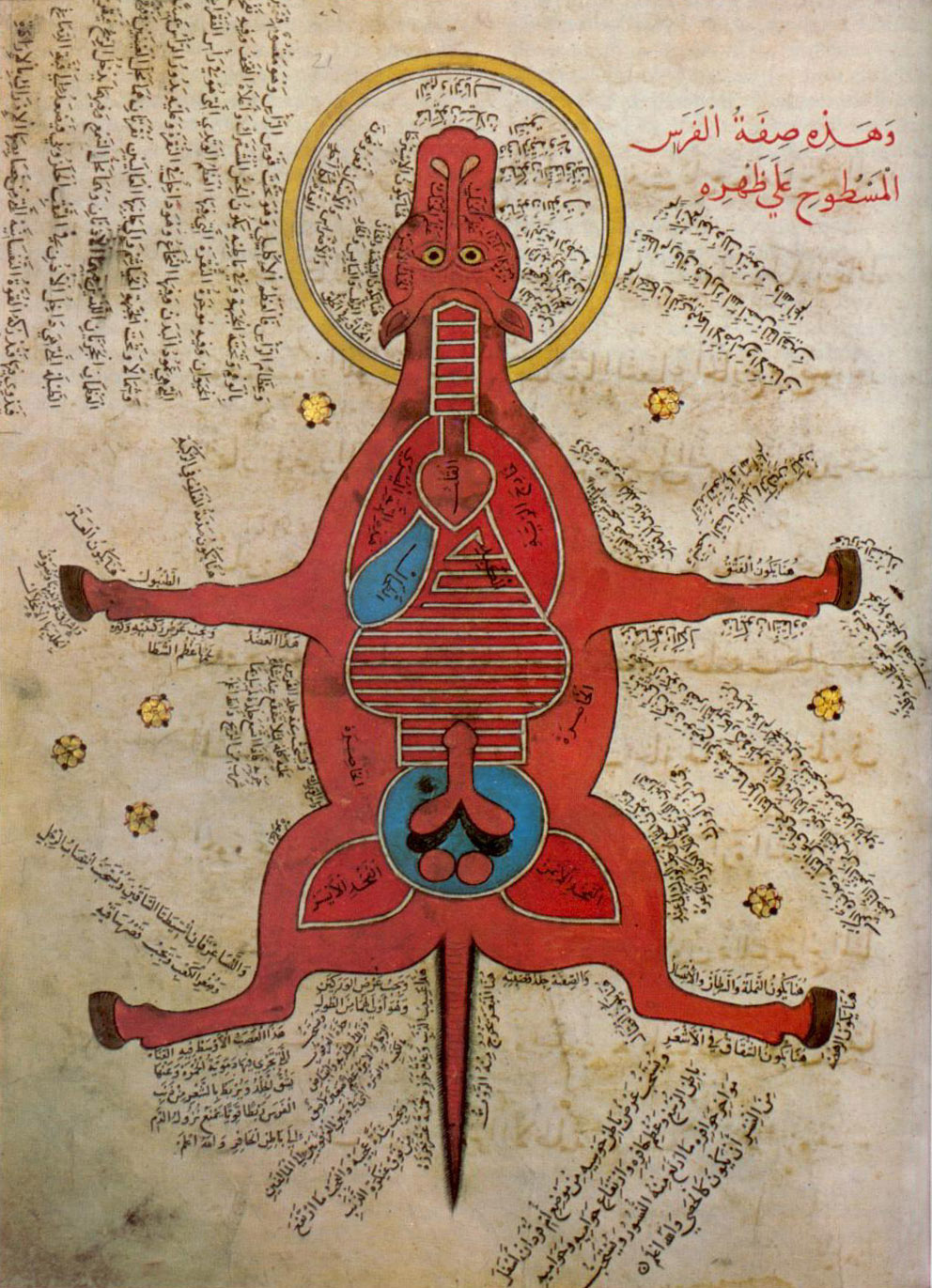
تشريح حصان من القرن الخامس عشر. حقق العصر الذهبي للإسلام تقدمًا في الطب. من مكتبة الجامعة باسطنبول.

ضعفت كلًا من الإمبراطوريتين البيزنطية والساسانية بسبب الحرب الساسانية البيزنطية 602-628، فبرزت قوة جديدة في الشرق الأوسط وهم المسلمون تحت حكم الرسول محمد في المدينة المنورة. وخلال سلسلة من الفتوحات الإسلامية السريعة اجتاح جيش الراشدين بقيادة الخلفاء والقادة العسكريين المهرة مثل خالد بن الوليد معظم أنحاء الشرق الأوسط، واستولى على أكثر من نصف الأراضي البيزنطية في الحروب الإسلامية البيزنطية واجتاح بلاد فارس بالكامل خلال فتحه لها. وكانت الخلافة العربية في العصور الوسطى هي أول من وحد الشرق الأوسط بأكمله لتكون منطقة متميزة، وخلق الهوية العرقية المهيمنة التي لا تزال قائمة حتى اليوم. وانقسمت تلك الخلافة إلى: الخلافة الراشدة والخلافة الأموية والخلافة العباسية والتحقت بالعباسية السلطنة السلجوقية التركية.
بعد انتشار الإسلام قفزت ثقافة الشرق الأوسط إلى عصرها الذهبي، وألهمت انجازاتها في الهندسة المعمارية، وأحيت الفنون القديمة في العلوم والتكنولوجيا، وشكلت أسلوب حياة متميز. لقد أنقذ المسلمون ونشروا العلوم اليونانية في الطب والجبر والهندسة وعلم الفلك وعلم التشريح والأخلاق التي وجدت طريقها لاحقًا إلى أوروبا الغربية.
انتهت هيمنة العرب بشكل مفاجئ في منتصف القرن 11 مع وصول السلاجقة الأتراك القادمين من جنوب بلاد الترك في آسيا الوسطى. فاحتلوا فارس والعراق (استولوا على بغداد سنة 1055) وسوريا وفلسطين والحجاز. تبع ذلك سلسلة من الغزوات المسيحية القادمة من أوروبا الغربية. سمح تشظي الشرق الأوسط للقوات المشتركة المكونة أساسا من إنجلترا وفرنسا والإمبراطورية الرومانية المقدسة حديثة النشأة بالدخول إلى المنطقة. فاستولت جيوش الحملة الصليبية الأولى على القدس سنة 1099 وأسسوا مملكة القدس التي استمرت حتى سنة 1187 عندما استعاد صلاح الدين الأيوبي المدينة. وتمكنت ممالك صليبية أصغر من البقاء حتى القضاء على آخرها سنة 1291. ثم اجتاحت المنطقة موجة جديدة من الغزاة أوائل القرن 13، فكانت جيوش إمبراطورية المغول، حيث نهبت بغداد بعد سقوطها وتقدمت جنوبا حتى حدود مصر فيما أصبح يعرف باسم غزوات المغول. وبالنهاية تضعضعوا بدءا من سنة 1335، لكن الفوضى التي ضربت بالمنطقة قد أطاحت بالسلاجقة الأتراك. وفي 1401 عانت المنطقة من الغزوات التركية-المغولية، ثم تيمورلنك وغاراته الشرسة. بحلول ذلك الوقت نشأت مجموعة تركية أخرى واسمهم العثمانيين.

### جنوب آسيا

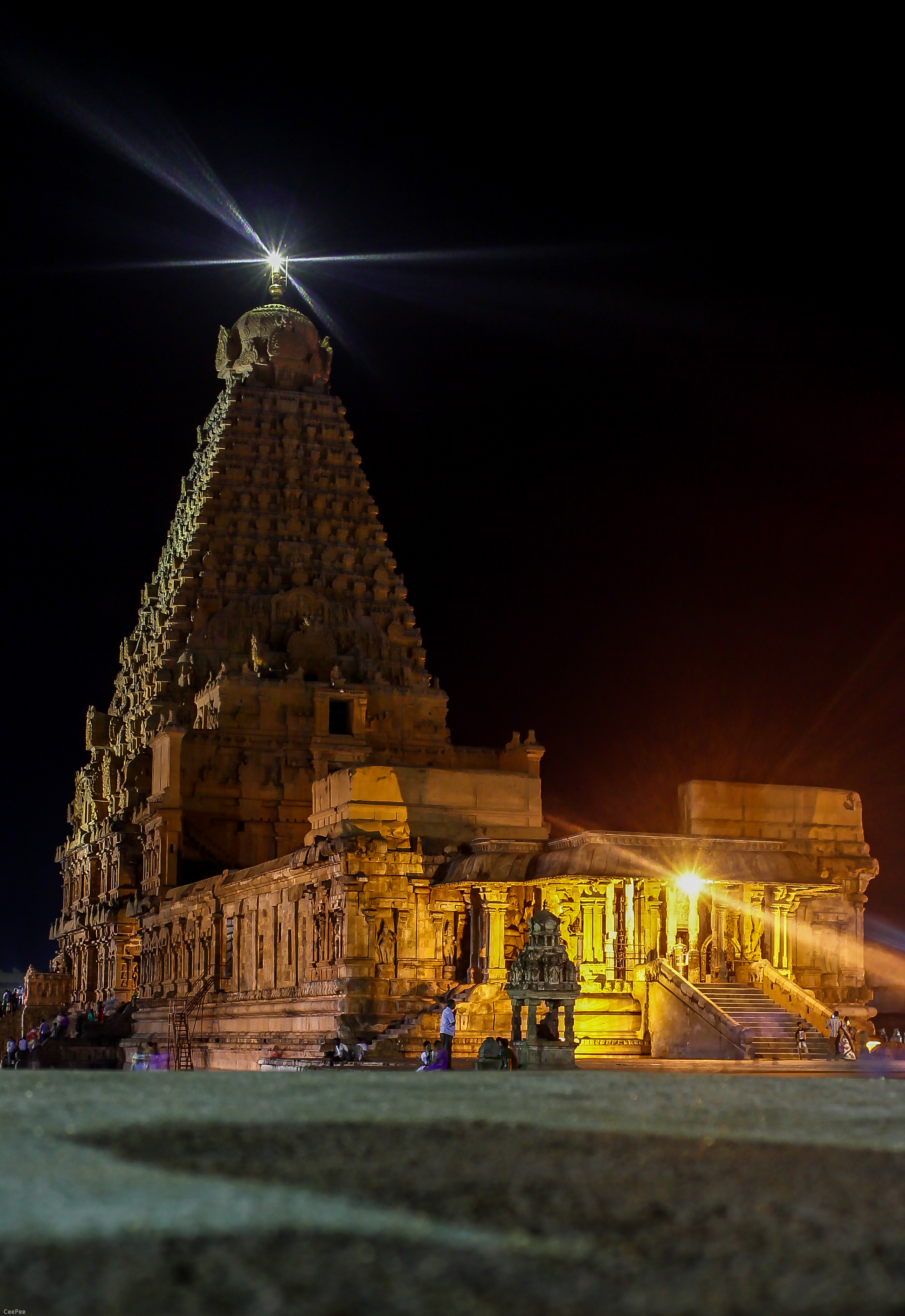
معبد بريهاديسفارا الذي أنشأه راجندرا تشولا الأول.

هناك صعوبة في تطبيق مصطلح «العصور الوسطى» أو «ما بعد الكلاسيكية» على تاريخ جنوب آسيا. والتزم هذا القسم بتعريف المؤرخ بورتون شتاين بأن المصطلح يتوافق من القرن 8 إلى القرن 16، وهو بصورة أقل مشابه للإطار الزمني لفترة ما بعد الكلاسيكية والعصور الوسطى الأوروبية.
حتى القرن 13 كان هناك ما لا يقل عن 20 إلى 40 ولاية مختلفة في شبه القارة الهندية ممن استضافت مجموعة متنوعة من الثقافات واللغات وأنظمة الكتابة والأديان. وفي بداية الفترة الزمنية كانت البوذية هي السائدة في جميع أنحاء المنطقة مع إمبراطورية بالا قصيرة العمر في سهل الغانج الهندي التي رعت المنشآت الدينية. إحدى تلك المنشآت كانت جامعة نالاندا البوذية في ولاية بيهار بالهند، والتي كانت مركزًا للمنح الدراسية وأدخلت جنوب آسيا المتفكك إلى مسرح الفكر العالمي. ومن الإنجازات الأخرى اختراع لعبة شطورانجا التي انتقلت إلى أوروبا وأصبحت الشطرنج.
واكتسبت مملكة تشولا الهندوسية في جنوب الهند مكانة بارزة من خلال إمبراطورية ما وراء البحار التي سيطرت على أجزاء من سريلانكا وماليزيا وإندونيسيا حيث اشرفت على الأراضي وساعدت بنشر الهندوسية في الثقافة المحلية لتلك الأماكن. وفي تلك الحقبة كانت المناطق المجاورة مثل أفغانستان والتبت وجنوب شرق آسيا تحت تأثير جنوب آسيا.
وبدءًا من سنة 1206 فصاعدًا بدأت الغزوات الإسلامية التركية المتكررة من أفغانستان وإيران بالاستيلاء على أجزاء ضخمة من شمال الهند، فنشأت سلطنة دلهي التي هيمنت حتى القرن 16. وقد تراجعت البوذية في جنوب آسيا واختفت في العديد من المناطق، لكن الهندوسية قاومت وعززت نفسها في المناطق التي غزاها المسلمون. وفي تلك الفترة لم تتمكن أي دولة مسلمة من غزو مملكة فيجاياناغارا التي هي في أقصى الجنوب. وشهد مطلع القرن السادس عشر ظهور إمبراطورية إسلامية جديدة سلطنة مغول الهند، بالإضافة إلى إنشاء مراكز تجارية برتغالية.

### جنوب شرق آسيا

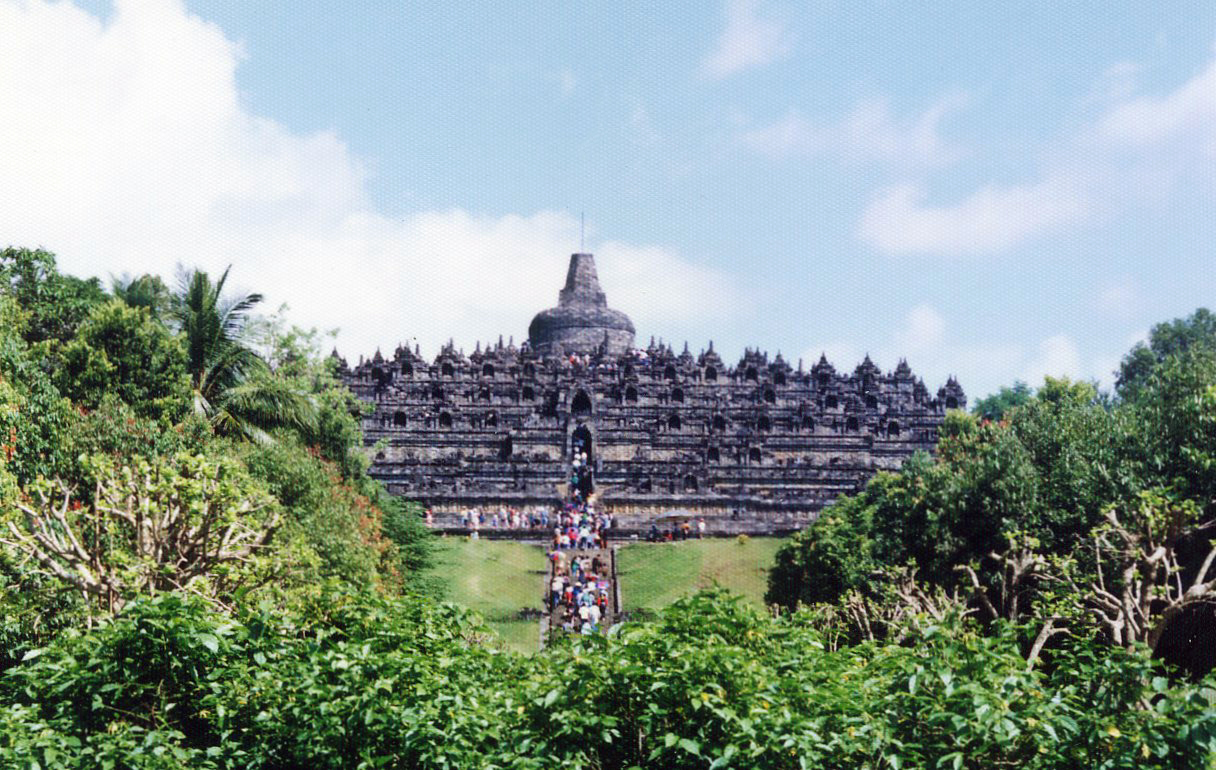
منظر لبوروبودور من المركز. تقع في مجلانغ بجاوة الوسطى إندونيسيا. تم بناء بوروبودور في القرن التاسع وهو أكبر معبد بوذي في العالم.

استفاد جنوب شرق آسيا بدءًا من القرن الثامن من التجارة التي كانت قائمة بين جنوب وشرق آسيا، فنشأت العديد من الممالك في المنطقة بسبب تدفق الثروة التي تمر عبر مضيق ملقا. بينما كان لجنوب شرق آسيا تأثيرات خارجية عديدة، كانت الهند أكبر مصدر إلهام للمنطقة. بينما فيتنام الشمالية كانت استثناء، وأنها الأقرب ثقافيًا إلى الصين لعدة قرون بسبب الغزو.
خضعت فيتنام الشمالية للممالك الصينية منذ القرن 3 ق.م، بالرغم من أنها قاومت ذلك باستمرار. وكانت هناك ثلاث فترات من الهيمنة الصينية امتدت لما يقرب من 1100 عام. حصل الفيتناميون على استقلال طويل الأمد في القرن 10 عندما انقسمت الصين مع تونه هوي تشوان وخليفته داي فيت. ومع ذلك حتى كونها دولة مستقلة، حدث نوع من التصيين على مضض. وكانت جنوب فيتنام محكومة من قبل مملكة تشامبا الهندوسية القديمة، ولكن ضمها الفيتناميين في القرن الخامس عشر.
أدى انتشار الهندوسية والبوذية والتجارة البحرية بين الصين وجنوب آسيا إلى إنشاء إمبراطوريات كبرى في جنوب شرق آسيا، مثل إمبراطورية الخمير في كمبوديا وسريفيجايا في إندونيسيا. خلال ذروة إمبراطورية الخمير في القرن 12، كانت مدينة أنغكور ثوم من بين أكبر مدن العالم ما قبل الحديث بسبب إدارتها للمياه. شيد الملك جيافارمان الثاني أكثر من مائة مستشفى في جميع أنحاء مملكته. وبالقرب منها نهضت مملكة باغان في بورما الحديثة، مستخدمة الأفيال لتكون دعم وقوة عسكرية. ساعد بناء معبد شويزيغون البوذي والتسامح مع المؤمنين بآلهة أخرى أقدم في أن تهيمن بوذية ثيرافادا في المنطقة.
وفي إندونيسيا نهضت سريفيجايا من القرن السابع حتى القرن الرابع عشر، وكونها دولة بحرية فقد ركزت على دول المدن البحرية والتجارة. فسيطرتها على نقاط الاختناق الحيوية مثل مضيق سوندا ومضيق ملقا أصبحت غنية من التجارة التي تبدأ من اليابان وحتى شبه الجزيرة العربية. فقد كان الذهب والعاج والسيراميك من السلع الأساسية التي تنتقل عبر تلك مدن الموانئ. كانت الإمبراطورية أيضًا مسؤولة عن بناء عجائب مثل بوروبودور. وفي تلك الحقبة عبر البحارة الإندونيسيون المحيط الهندي؛ تشير الدلائل إلى أنهم ربما استعمروا مدغشقر. وانتشرت الثقافة الهندية إلى الفلبين، على الأرجح من خلال التجارة الإندونيسية مما أدى إلى أول استخدام موثق للكتابة في الأرخبيل والممالك الهندية.
مع مرور الوقت تغيرت الظروف الاقتصادية والسياسية في أماكن أخرى وأضعفت الحروب الإمبراطوريات التقليدية في جنوب شرق آسيا. في حين لم تضم غزوات المغول جنوب شرق آسيا بشكل مباشر، إلا أن الدمار الذي حدث بسبب الحرب مهد الطريق لظهور دول جديدة. في القرن الخامس عشر حلت مملكة أيوثايا السيامية محل إمبراطورية الخمير، وتغلبت مملكة ماجاباهيت على سريفيجايا ثم تلتها سلطنة ملقا الإسلامية في 1450.

### شرق آسيا

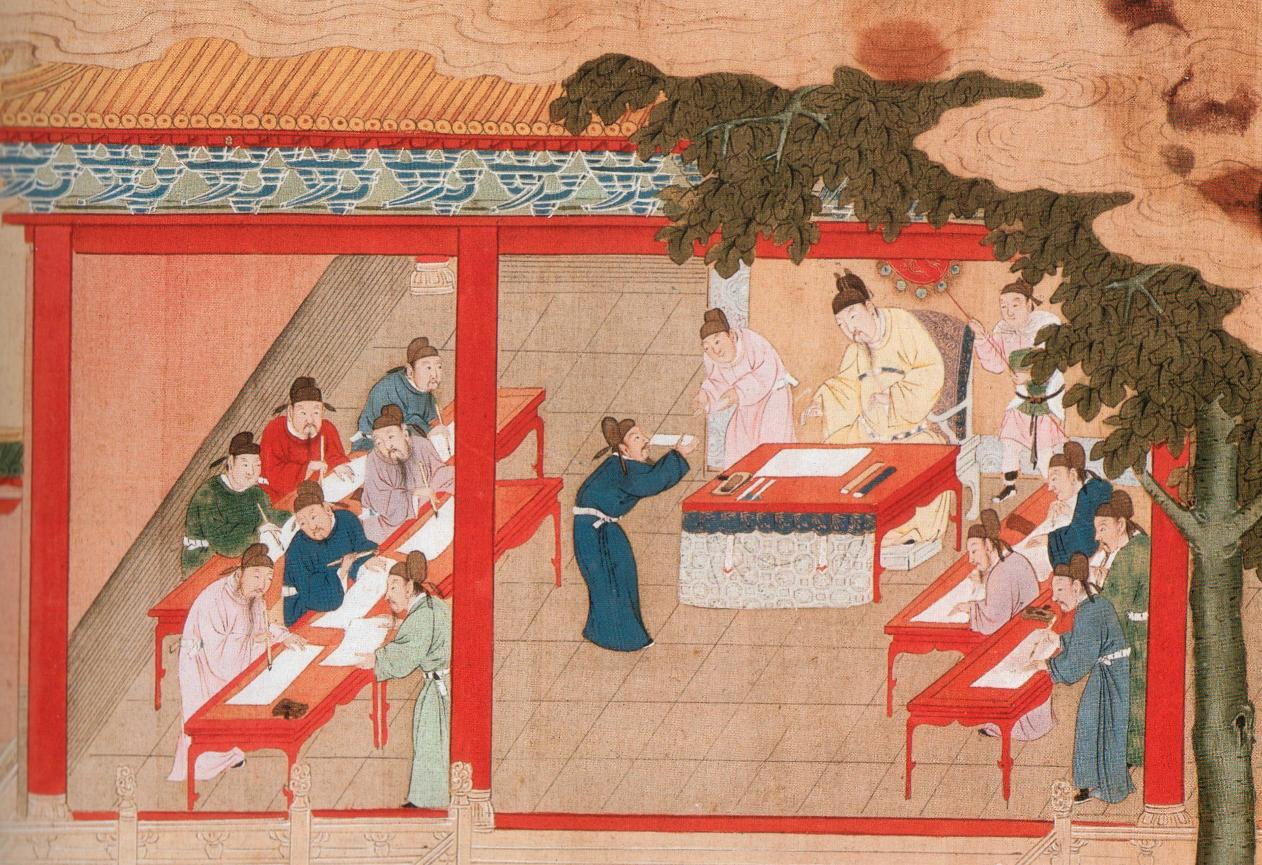
أعطت الامتحانات العامة في الصين للمواطنين الفرصة ليتم توظيفهم في الحكومة الإمبراطورية من خلال نظام الجدارة. بلغ نظام الفحص فعاليته القصوى في القرنين 11 و12. اللوحة من عصر سلالة مينغ.

لقد تم اقتراح أن يكون الإطار الزمني 500-1500 من تاريخ شرق آسيا والصين بالذات هو التصنيف الدقيق لتاريخ المنطقة في سياق التاريخ العالمي ما بعد الكلاسيكي أو العصور الوسطى في العالم. كانت هناك محاولات في دورات جامعية لتكييف مفهوم ما بعد الكلاسيكية مع المصطلحات الصينية.
خلال هذه الفترة استمرت إمبراطوريات العالم الشرقي في التوسع عن طريق التجارة والهجرة وغزو المناطق المجاورة. وخضعت اليابان وكوريا لعملية تصيين طوعي، أو التأثر بالأفكار الثقافية والسياسية الصينية.
وأصبحت كوريا واليابان صينيتان لأن الطبقة الحاكمة تأثرت إلى حد كبير ببيروقراطية الصين. كانت التأثيرات الرئيسية للصين على تلك البلدان هي انتشار الكونفوشيوسية والبوذية وإقامة حكم مركزي. في زمن سلالات سوي وتانغ وسونغ (581-1279)، ظلت الصين أكبر اقتصاد في العالم وأكثر المجتمعات تقدمًا من الناحية التكنولوجية. تم تحسين الاختراعات مثل البارود والطباعة الخشبية والبوصلة. وقفت الصين على النقيض من المناطق الأخرى في ذلك الوقت حيث أظهرت الحكومات الإمبراطورية سلطة مركزية مركزة بدلاً من نظام الإقطاع.
أبدت الصين اهتمامًا كبيرًا بالشؤون الخارجية خلال عهد أسرتي تانغ وسونغ. فركزت تانغ في الفترة من القرن 7 إلى 10 على حماية طريق الحرير حيث كانت تباع سلعها غربًا، وهو أمر محوري لاقتصاد البلاد. ونجحت الصين لبعض الوقت في تأمين حدودها من خلال دمج جيرانها الرحل مثل غوكتورك في حضارتها. وتوسعت سلالة تانغ في آسيا الوسطى وتلقت الجزية من شرق إيران. ولكن التوسع غربًا انتهى بعد حروب مع الخلافة العباسية وثورة آن لوشان المدمرة التي أدت إلى أعداد هائلة من القتلى، ولكن غير مؤكد إن وصل للملايين.

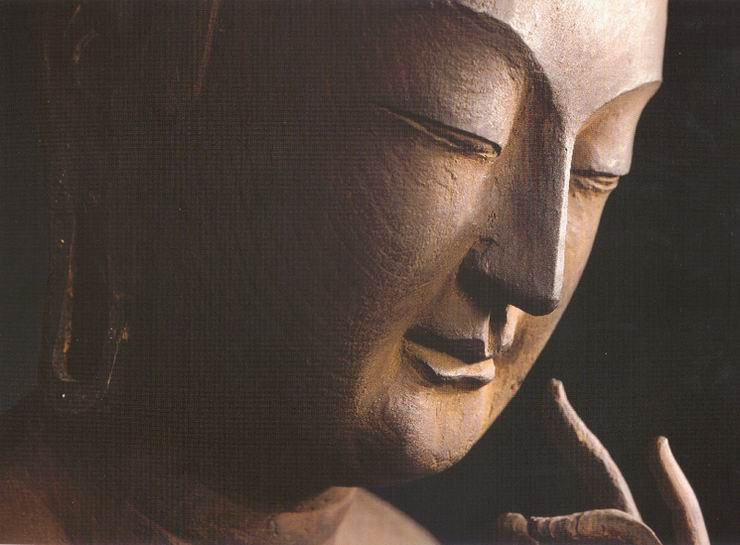
تمثال بوذا ياباني من فترة أسوكا

بعد انهيار أسرة تانغ والحروب الأهلية اللاحقة، جاءت المرحلة الثانية من اهتمام الصين بالعلاقات الخارجية. على عكس أسرة تانغ، اهتمت أسرة سونغ بالتجارة الخارجية وأنشأت بشكل سلمي شبكة بحرية وأصبح سكان الصين يتركزون في الجنوب. وصلت السفن التجارية الصينية إلى إندونيسيا والهند والجزيرة العربية. ازدهر اقتصاد جنوب شرق آسيا من التجارة مع الصين سونغ.
مع تركيز الدولة على التجارة والنمو الاقتصادي، بدأ اقتصاد الصين في استخدام الآلات لتصنيع السلع والفحم كمصدر للطاقة. تم اعتبار تقدم حقبة سونغ في القرنين 11-12 ثورة صناعية مبكرة. جاءت التطورات الاقتصادية على حساب الشؤون العسكرية وأصبحت سونغ مفتوحة أمام غزوات من الشمال. تفككت الصين عندما غزا شعب جورشن أراضي سونغ الشمالية. وفي سنة 1200 كانت هناك خمس ممالك صينية تمتد من تركستان الحالية إلى بحر اليابان وهي: غرب لياو وشيا الغربية وجينجين وسونغ الجنوبية ودالي. نظرًا لأن تلك الدول تنافست مع بعضها البعض، فقد ضمتها جميعًا المغول الصاعدة حوالي 1279.
بعد سبعين عامًا من الغزو أعلن المغول عن سلالة يوان وضموا كوريا إليهم، ولكنهم فشلوا في غزو اليابان. كما سمح الغزاة المغول المسافرون الأوروبيون مثل ماركو بولو من دخول الصين. لم يدم عصر المغول طويلاً بسبب الأوبئة والمجاعة. بعد ثورة 1368 [الإنجليزية] بشرت سلالة مينغ اللاحقة بفترة ازدهار وقامت ببعثات خارجية موجزة قبل أن تعزل نفسها عن العالم لقرون.
ومع ذلك واصلت كوريا واليابان علاقاتهما مع الصين ودول آسيوية أخرى. عزز سيجونغ العظيم في القرن الخامس عشر هوية بلاده من خلال إنشاء نظام كتابة هانغل ليحل محل استخدام المقاطع الصينية. وخلال تلك الفترة سقطت اليابان تحت الحكم العسكري لكاماكورا وبعدها سيطر محاربو الساموري على أشيكاغا شوغونات.

## أوراسيا
يشرح هذا القسم الأحداث والاتجاهات التي أثرت على المنطقة الجغرافية لأوراسيا. تميزت الحضارات في هذه المنطقة عن بعضها البعض ولكنها لا تزال تتشارك في الخبرات وبعض أنماط التنمية.
- خريطة نصف الكرة الشرقي 1200 م
- خريطة نصف الكرة الشرقي 800 م
- خريطة نصف الكرة الشرقي 500 م.

### إمبراطورية المغول

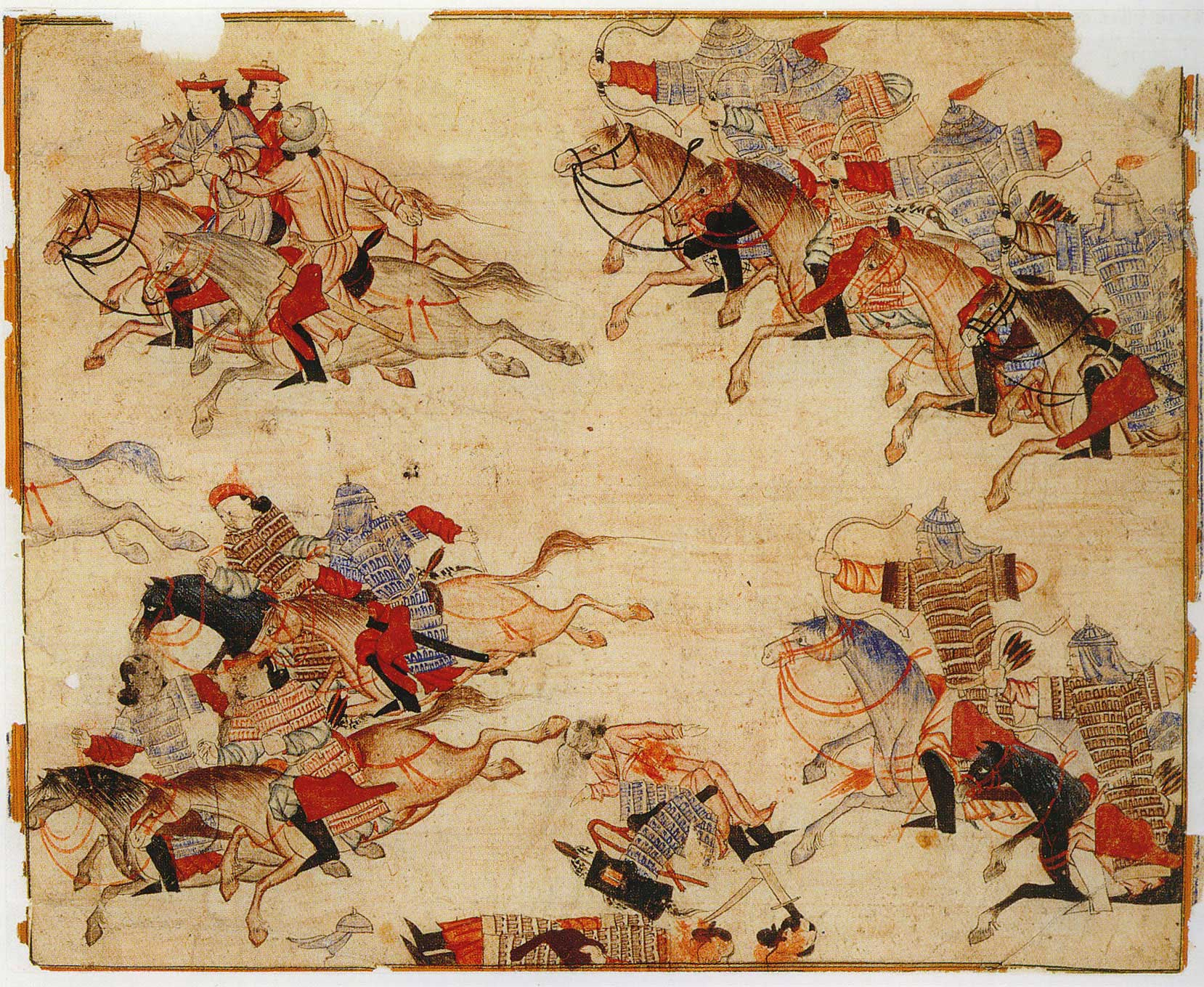
ملاحقة الخيالة المحاربون لأعدائهم. رسم توضيحي من كتاب جامع التواريخ لرشيد الدين الهمذاني. تبريز (؟)، الربع الأول من القرن 14.

تعد إمبراطورية المغول التي ظهرت في القرنين 13 و14 أكبر إمبراطورية بكتلة قارية واحدة. ونشأت في سهوب آسيا الوسطى، وأقصى امتداد لها كان من أوروبا الوسطى غربًا إلى بحر اليابان بالشرق، وامتدت شمالاً نحو سيبيريا، وشرقاً وجنوب شرق إلى شبه القارة الهندية والهند الصينية والهضبة الإيرانية، وغرباً حتى بلاد الشام وشبه الجزيرة العربية. وهي نتاج توحيد قبائل رحل مغولية وتركية في مايسمى حاليا منغوليا تحت قيادة جنكيز خان الذي أعلن حاكماً لجميع المغول في 1206. توسعت الإمبراطورية بسرعة تحت حكمه ثم حكم نسله، الذين أرسلوا جيوشهم إلى كل مكان. ربطت الإمبراطورية الشاسعة العابرة للقارات الشرق بالغرب عبر الهيمنة المغولية القسرية التي سمحت بنشر التجارة والتقنيات والسلع والأيديولوجيات وتبادلها عبر أوراسيا.
ظهرت بدايات تمزق تلك الإمبراطورية في أعقاب الحرب على وراثة الحكم خلال سنوات 1260 و1264، حيث تنازع أحفاد جنكيز خان حول ما إذا كان يجب أن يتبع الخط الملكي من ابنه ووريثه الأولي أوقطاي خان، أو أحد أبنائه الآخرين مثل تولي أو جغتاي أو جوجي. وبعد وفاة مونكو خان انتخبت مجالس كورولتاي المتنافسة في وقت واحد خلفاء مختلفين: الأخوان أريك بوكا وقوبلاي خان، اللذان لم يقاتل كل منهما الآخر في الحرب الأهلية التولوية فحسب، بل تعاملا أيضًا مع متحديهم من أحفاد أبناء جنكيز الآخرين. نجح قوبلاي في تولى الحكم، ولكن نشبت حرب أهلية أخرى عندما حاول السيطرة على خانية جغتاي وأوقطاي دون جدوى.

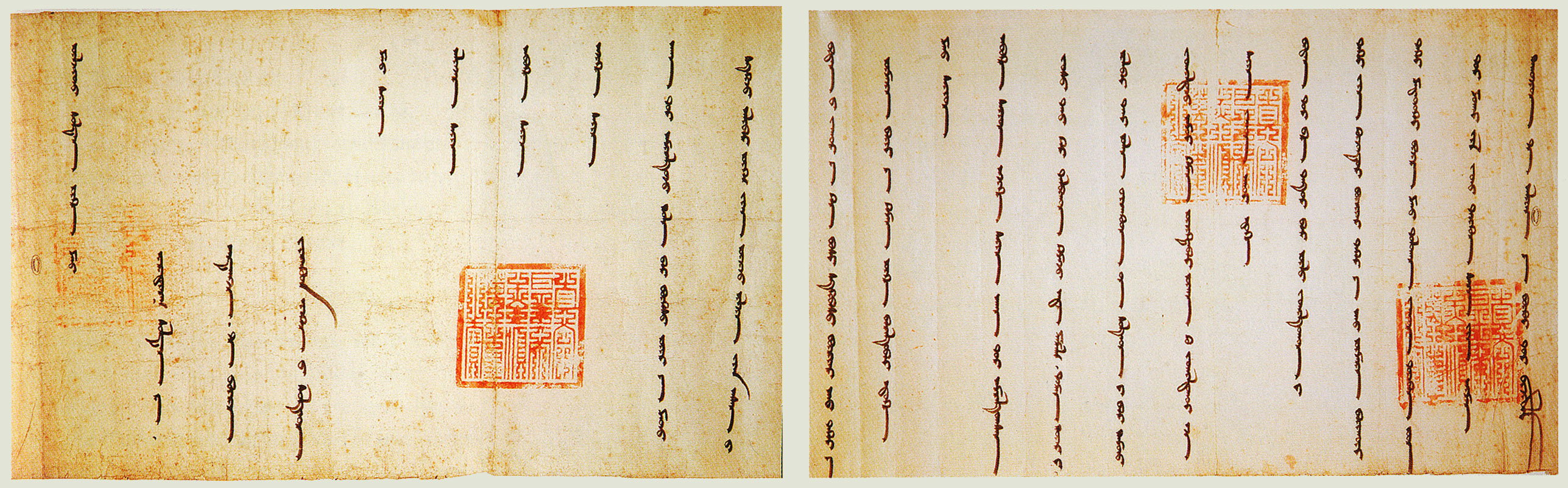
رسالة من إلخانات مغول فارس إلى فرنسا سنة 1305. تم استخدام الطابع الصيني خارج الصين كرمز رسمي لملوك الإلخانات ورسلهم

شكلت معركة عين جالوت سنة 1260 آخر نقطة تمدد لغزوات المغول، وكانت المرة الأولى التي انهزموا في ساحة معركة. وعلى الرغم من أنهم شنوا العديد من الغزوات بعدها على الشام، واحتلوها لفترة وجيزة ووصلوا حتى غزة بعد انتصارهم الحاسم في معركة وادي الخزندار سنة 1299، إلا أنهم انسحبوا بسبب عوامل جيوسياسية مختلفة.
وبعد وفاة قوبلاي خان سنة 1294 انقسمت الإمبراطورية إلى أربع خانات أو إمبراطوريات منفصلة، وسعت كل منها إلى تحقيق مصالحها وأهدافها الخاصة: خانية القبيلة الذهبية في الشمال الغربي؛ وخانية جغتاي في الغرب؛ وخانية إلخانات في بلاد فارس؛ وسلالة يوان الموجودة في بكين الحالية. وفي 1304 قبلت الخانات الغربية الثلاث لفترة وجيزة السيادة الاسمية لسلالة يوان، ولكن بعدها أطاحت بها سلالة مينغ هان الصينية سنة 1368. فانتقلت سلالة يوان الجنكيزية إلى منغوليا موطنها الأصلي، واستمروا في الحكم في عهد أسرة يوان الشمالية. وما أن حل سنة 1500 حتى كانت جميع الخانات المنغولية قد انهارت، لكن الدول الخلف الأصغر استمرت موجودة حتى القرن الثامن عشر. وقد أنشأ أحفاد جغتاي خان سلطنة مغول الهند التي حكمت معظم الهند في الحقبة الحديثة المبكرة.

### طريق الحرير

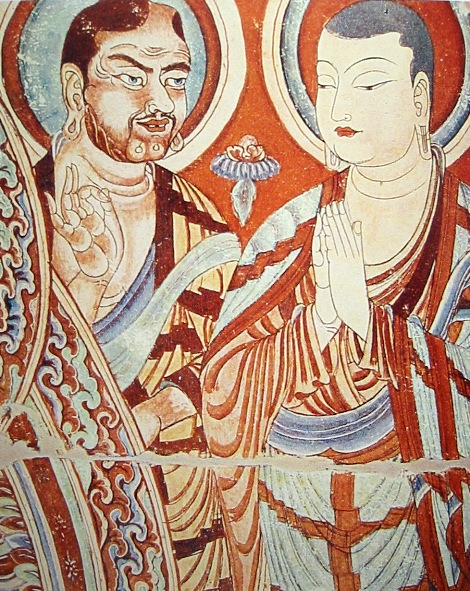
رهبان بوذيون في آسيا الوسطى، سمح طريق الحرير بتبادل الأفكار وكذلك البضائع. مدرس بوذي قوقازي من المحتمل أن يكون من بلاد الصغد يوجه راهبًا من شرق آسيا. يعود تاريخه إلى القرن التاسع بالقرب من توربان في سنجان الصينية

طريق الحرير هو طريق تجاري ربط آسيا بأوروبا وأفريقيا، وقد لعب دورًا كبيرًا في التواصل والتفاعل العالميين، وحفز على التبادل الثقافي، وشجع على تعلم لغات جديدة. وهو نتاج تجارة العديد من السلع كالحرير والذهب والتوابل؛ وكذلك نشر الدين والأمراض. حتى أن بعض المؤرخين - مثل أندري غوندر فرانك ووليام ماكنيل وجيري إتش بنتلي ومارشال هودسون - زعموا أن العالم الأفرو-آسيوي كان متضعضعًا في وحدته الثقافية، وأن طريق الحرير كان الرابط لتلك الوحدة. بدأ هذا الطريق التجاري الرئيسي مع أسرة هان في الصين، ورُبِط بالإمبراطورية الرومانية ومعها المناطق المتوسطة لها أو القريبة منها. وصدرت آسيا الوسطى في ذلك الوقت الخيول والصوف واليشم إلى الصين لتستورد حريرها. وأيضا كان الرومان يستوردون السلعة الصينية مقابل النبيذ. وتذبذب طريق الحرير مابين الضعف والقوة في التجارة من العصر الحديدي إلى عصر ما بعد الكلاسيكي. وفي إحدى حالات التدهور، أعاد الجنرال بان جاو من أسرة هان فتحه مع آسيا الوسطى في القرن الأول.
وأيضًا كان طريق الحرير عاملاً رئيسيًا في نشر الدين عبر الأفرو-أوراسيا. فقد وصلت التعاليم الإسلامية من الجزيرة العربية وبلاد فارس إلى شرق آسيا. وانتشرت البوذية من الهند إلى الصين إلى آسيا الوسطى. وأحد العلامات الهامة عن انتشار البوذية هو نحت مدرسة لغاندارا في مدن تاكسيلا القديمة وبيشاور، كما زعم في منتصف القرن الأول.
وكان الطريق عامل مساعد لانتشار الطاعون. مثل طاعون جستنيان الذي نشأ في شرق آسيا وانتشر بقوة في أوروبا سنة 542 مما تسبب في وفاة ربع سكان البحر الأبيض المتوسط. كانت التجارة بين أوروبا وإفريقيا وآسيا على طول الطريق مسؤولة جزئيًا على الأقل عن انتشار الطاعون. هناك نظرية شائعة مفادها أن الغزو المغولي ساهم بانتشار الموت الأسود. الادعاء هو أن الرابط المباشر ما بين الشرق والغرب قد وفر الطريق للفئران والبراغيث التي حملت الأمراض. على الرغم من عدم وجود دليل تاريخي ملموس لتلك النظرية، إلا أن الطاعون يعتبر متوطنًا في السهوب.
وكان للطريق نقطة ضعف، فهو يتأثر بالتغيرات السياسية. فظهور الإسلام أدى إلى تغيير طريق الحرير، لأن المسلمين أغلقوا طريق الحرير المؤدي إلى أوروبا المسيحية إلى حد أن أوروبا انعزلت عن آسيا لعدة قرون. ومن بين التطورات السياسية التي أثرت على طريق الحرير ظهور الترك، والحركات السياسية للإمبراطوريتين الساسانية والبيزنطية، وظهور الإسلام وغيرها من الأمور الأخرى.

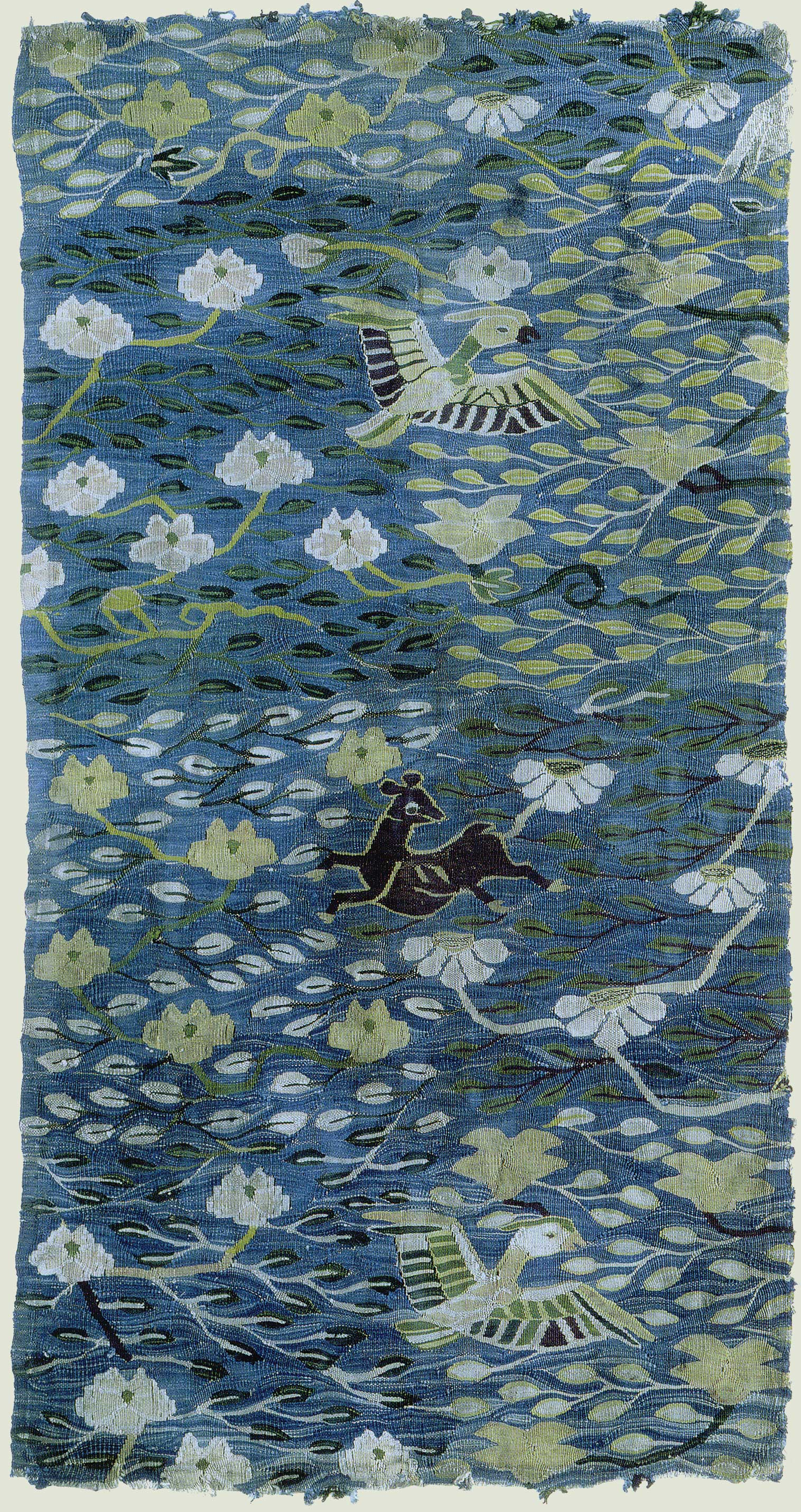
نسيج صيني من حقبة سونغ، تم نقل الحرير الصيني غربًا لمسافات كبيرة ليتم بيعه بأرباح كبيرة.

ازدهر طريق الحرير مرة أخرى في القرن الثالث عشر في عهد الإمبراطورية المغولية، فقد جلبت من خلال هيمنتها الاستقرار في آسيا الوسطى على غرار الهيمنة الرومانية. وزعم مؤرخ مسلم أن آسيا الوسطى كانت آمنة بشكل عرضي.
تمتعت (آسيا الوسطى) بمثل هذا السلام بحيث أن المرء يسافر من أرض شروق الشمس إلى أرض غروبها بصحن ذهبي على رأسه دون أن يتعرض لأدنى قدر من العنف من أي شخص.
على هذا النحو لم تتطلب التجارة والمواصلات بين أوروبا وشرق آسيا وجنوبها والشرق الأوسط الجهد الكبير. فازدهر إنتاج الحرف اليدوية والفنون والمنح الدراسية، فقد أصبحت المدن عالمية بوفرة التجار الأثرياء من جميع الأرجاء.
بالمقابل فإن طريق الحرير لعب دورًا في نشر الموت الأسود سيئ السمعة. نشأ الطاعون الدبلي في الصين، ثم انتشر عن طريق الجنود المغول الذين كانوا يقذفون الجثث المريضة إلى مدن العدو في القرم. وكذلك انتقل المرض -الذي انتشر عن طريق الفئران- عن طريق السفن التجارية المبحرة عبر البحر الأبيض المتوسط والتي أعادت الطاعون إلى صقلية، مما تسبب في انتشار الوباء سنة 1347. وبعد القرن 15 بدأ عبور طريق الحرير يضعف ويتلاشى. وذلك بسبب ازدياد السفر البحري الذي كان الأوروبيين روادًا فيه، مما سمح بنقل البضائع عن طريق الإبحار حول الطرف الجنوبي لأفريقيا وعبر المحيط الهندي.

### العلوم

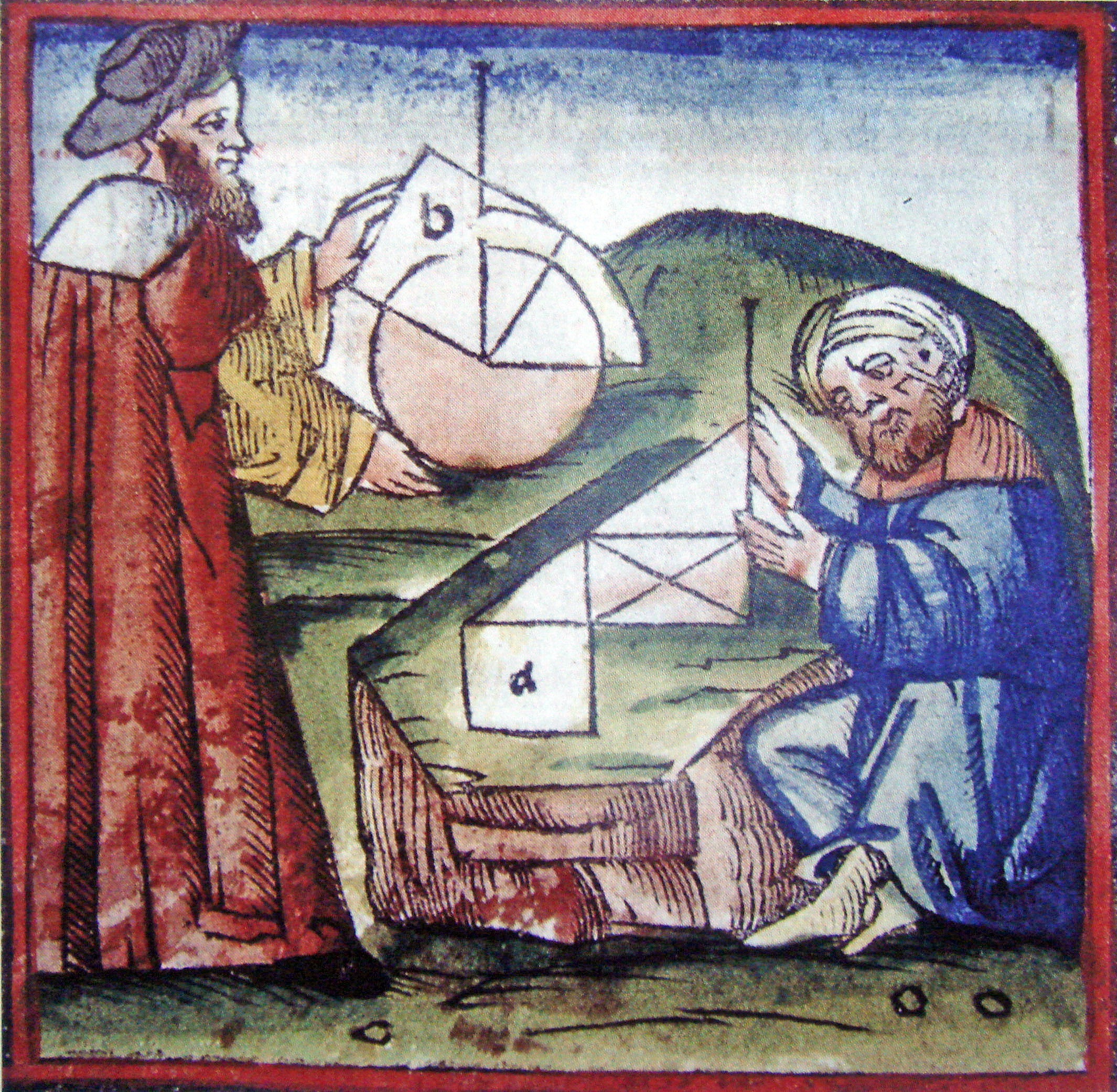
مخطوطة من القرن 15، ترسم عربي وغربي يتدارسان الهندسة سويًا.

غالبًا ما استخدم مصطلح العلوم ما بعد الكلاسيكية في الدوائر الأكاديمية والدراسات الجامعية للجمع بين دراسة العلم في أوروبا في العصور الوسطى والعلوم الإسلامية في العصور الوسطى بسبب تفاعلهما مع بعضهما البعض. بالإضافة إلى أن المعرفة العلمية انتشرت أيضًا عن طريق التجارة والحروب القادمة من شرق أوراسيا، وخاصة من الصين التي نشرها العرب. كما استفاد العالم الإسلامي من المعرفة الطبية من جنوب آسيا.
في حالة العالم الغربي والحواضر الإسلامية، فقد تم التركيز بقوة على الحفاظ على التقليد اليوناني العقلاني لشخصيات مثل أرسطو. في سياق العلم داخل الإسلام، هناك تساؤلات حول ما إذا كان العلماء المسلمون قد حافظوا على إنجازات العصور القديمة أم أنها بنيت على الإنجازات اليونانية السابقة. وبغض النظر فقد أعيد العلم الأوروبي القديم إلى الممالك المسيحية بسبب تجربة الحروب الصليبية.
نتيجة لتجارة بلاد فارس مع الصين ومعركة نهر طلاس، فإن الابتكارات الصينية دخلت عالم الفكر الإسلامي. ومن ضمنها التقنيات في علم الفلك وصناعة الورق. فقد انتشرت صناعة الورق عبر العالم الإسلامي حتى وصلت غربًا إلى الأندلس، قبل أن تقتني أوروبا الورق عن طريق حروب الإسترداد. أما البارود فقد كان هناك جدل حول انتقاله، فلم يتم التأكيد ما إذا كان المغول قد أدخلوا أسلحة البارود الصينية [الإنجليزية] إلى أوروبا أو أن أسلحة البارود قد تم اختراعها في أوروبا بشكل مستقل.

### الأدب والثقافة والفنون

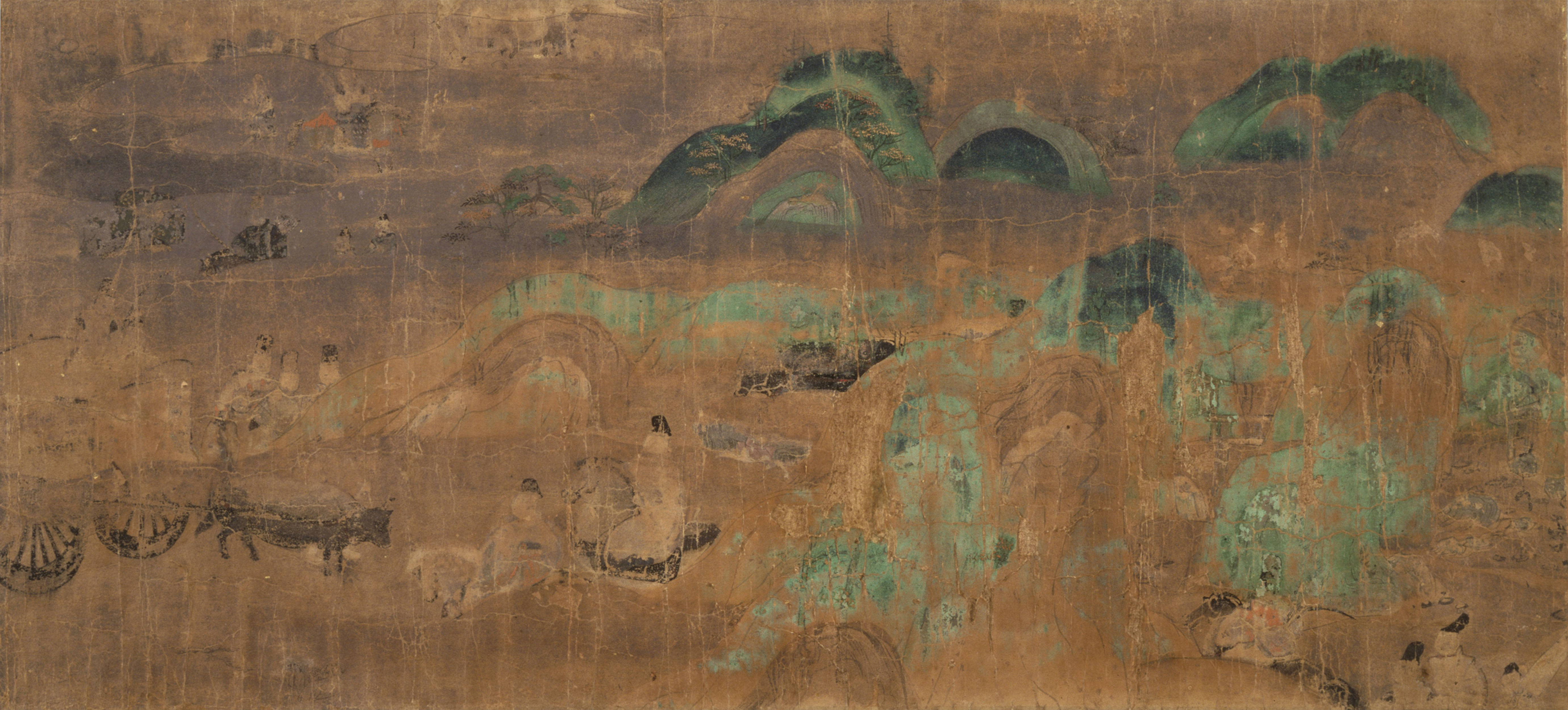
رسم توضيحي من القرن 12 عن قصة غنجي، أول رواية في العالم.

توجد أربع تكتلات حضارية كبيرة في أوراسيا لديها ثقافات متعلمة وتنتج الأدب والفنون، وهي الشرق الأوسط والهند والصين وأوروبا. يمكن أن يكون جنوب شرق آسيا فئة خامسة محتملة ولكنه كان متأثرًا حرفيًا من ثقافات الهند والصين. استخدمت الثقافات الأربع في عصر ما بعد الكلاسيكية الشعر والدراما والنثر. طوال تلك الحقبة وحتى القرن التاسع عشر كان الشعر هو المهيمن في التعبير الأدبي. غالبًا ما استخدمت الأعمال الشعرية العظيمة في الشرق الأوسط وجنوب آسيا وأوروبا والصين في البلاغة. ومن الأمثلة على ذلك: شاكونتالا السنسكريتية، وألف ليلة وليلة العربية، بيوولف الإنجليزية القديمة وأعمال دو فو الصينية. وازدهر في اليابان النثر بشكل فريد أكثر من المناطق الجغرافية الأخرى. تعتبر قصة غنجي أول رواية واقعية في العالم كتبت في القرن التاسع.
من ناحية الموسيقى استخدمت معظم مناطق العالم الألحان فقط بدلاً من التناغم. إلا أوروبا العصور الوسطى فكانت الاستثناء الوحيد لتلك القاعدة، حيث طورت الموسيقى التناغمية في القرن 15/14 حيث انتقلت الثقافة الموسيقية من الموسيقى المقدسة (المخصصة للكنيسة) إلى الموسيقى العلمانية. كانت موسيقى جنوب آسيا والشرق الأوسط متشابهة مع بعضها البعض في استخدامها للنغمات الدقيقة. أما موسيقى شرق آسيا فتشترك في بعض الأوجه مع الموسيقى الأوروبية باستخدامها السلم الخماسي.

## الأمريكتين
يمكن اعتبار حقبة ما بعد الكلاسيكية للأمريكتين في فترة زمنية مختلفة عن تلك الخاصة بأفرو-أوراسيا. نظرًا لأن تطورات حضارة أمريكا الوسطى والأنديز تختلف اختلافًا كبيرًا عن حضارة العالم القديم، بالإضافة إلى السرعة التي تطورت بها، فإن عصر ما بعد الكلاسيكية بالمعنى التقليدي لم يحدث إلا بالقرب من نهاية العصور الوسطى في أوروبا الغربية. على هذا النحو لأغراض هذه المقالة ستتم هنا مناقشة حقبة الأحراج والمرحلة الكلاسيكية [الإنجليزية] للأمريكتين، والتي جرت من حوالي 400 إلى 1400. لمرحلة ما بعد الكلاسيكية التقنية في التطور الأمريكي الذي حدث عشية الاتصال الأوروبي، انظر مرحلة ما بعد الكلاسيكية.
- المناطق الثقافية في أمريكا الشمالية قبل الحضور الأوروبي
- المناطق الثقافية في أمريكا الوسطى والجنوبية قبل الحضور الأوروبي, (بالإسبانية).

### أمريكا الشمالية
كان هناك ضعف في التجارة أو الاتصالات الموحدة في تلك القارة. فانتشار تطورات الزراعة شمالاً من أمريكا الوسطى تم بصورة غير مباشرة من خلال التجارة. ومع ذلك فإن المناطق الثقافية الرئيسية كانت تتطور بشكل مستقل عن بعضها البعض.

#### اتصال الإسكندنافيين والمناطق القطبية

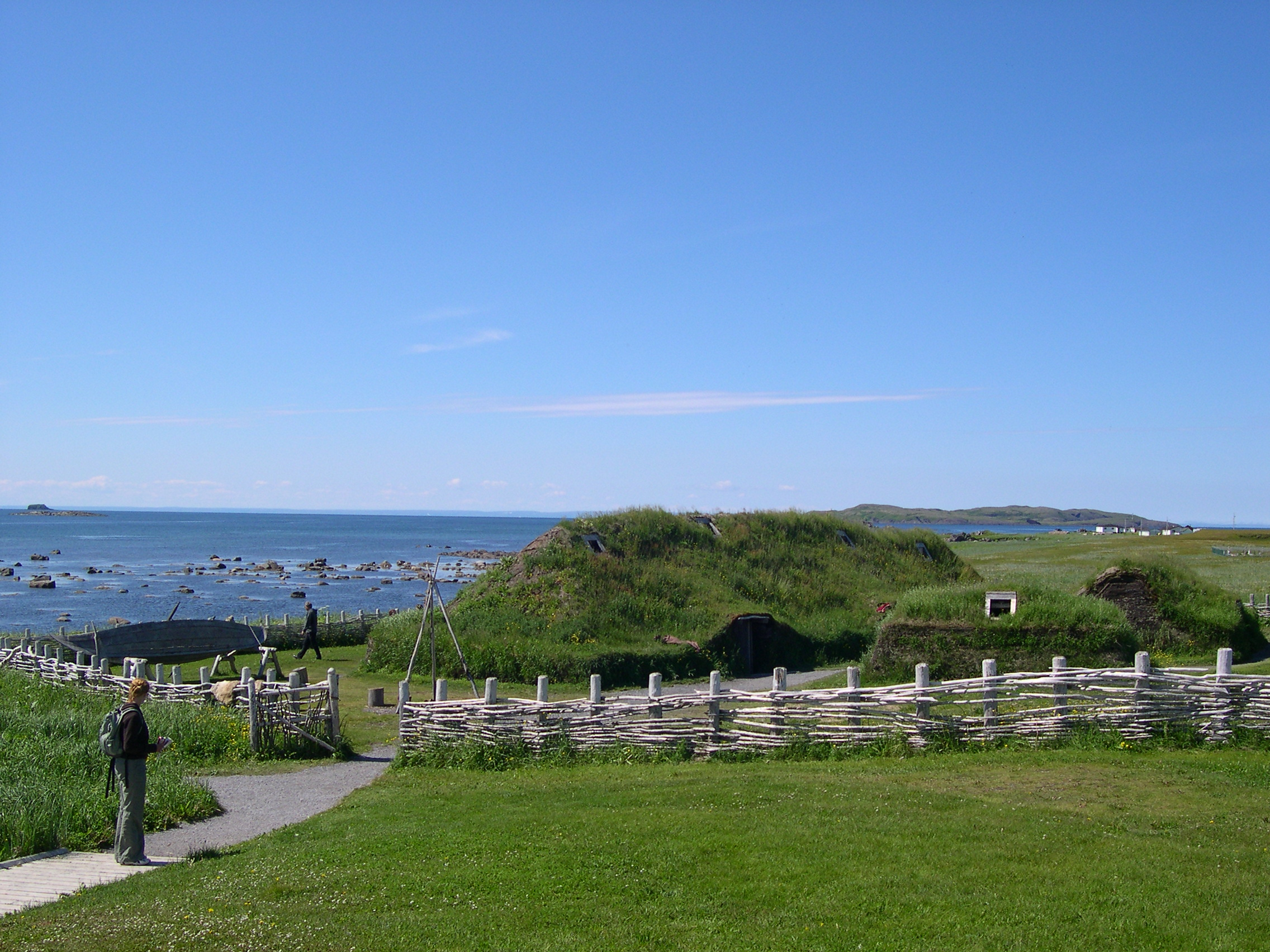
إعادة بناء موثق لموقع نورسي في لانس أو ميدوز.

استكشف الفايكنج النورسيين جرينلاند وكندا في وقت لم يكن هناك ارتباط منتظم بين الأمريكتين والعالم القديم، واستعمروهما سنة 1000. ولكن لم تعمر أي من تلك المستوطنات في العصور الوسطى. فسر اكتشاف الأمريكتين خارج الدول الاسكندنافية بأنها جزيرة نائية أو أنها القطب الشمالي.
استقر النورس الإسكندنافيون في جرينلاند منذ حوالي 980 إلى 1450. ووصلوا جنوب جرينلاند قبل القرن الثالث عشر ليجدوا شعب الإنويت ثولي في المنطقة. مدى التفاعل بينهم وبين الثولي غير واضح. كانت غرينلاند ذات قيمة بالنسبة للإسكندنافيين بسبب تجارة العاج من أنياب الفظ. أثر العصر الجليدي الصغير سلبًا على المستعمرات فاختفت. لم يقترب الأوروبيون من جرينلاند حتى الاستعمار الدنماركي في القرن الثامن عشر.
قام الإسكندنافيون أيضًا باستكشاف واستعمار أقصى الجنوب في لانس أو ميدوز على نيوفاوندلاند كندا التي أشار إليها الإسكندنافيون باسم فينلاند. استمرت المستعمرة لعشرين عامًا ولم ينتج عنها نقل معروف للأمراض أو التكنولوجيا إلى الأمم الأولى. وإلى الشمال كانت فينلاند معروفة بوفرة كروم العنب لصنع النبيذ الفاخر. كان أحد أسباب فشل المستعمرة هو العنف المستمر مع قبيلة بيوثاك التي أشار إليها الإسكندنافيون باسم سكريلنج.
بعد الرحلات الاستكشافية الأولية، هناك احتمال أن النورسيون استمروا في استكشاف أراضي كندا الحديثة. وتشير السجلات الباقية من أيسلندا في العصور الوسطى إلى بعض الرحلات المتفرقة إلى أرض تسمى ماركلاند -وربما هي ساحل لابرادور الكندي- في أواخر سنة 1347 على الأرجح لجمع الأخشاب.

#### المناطق الشمالية

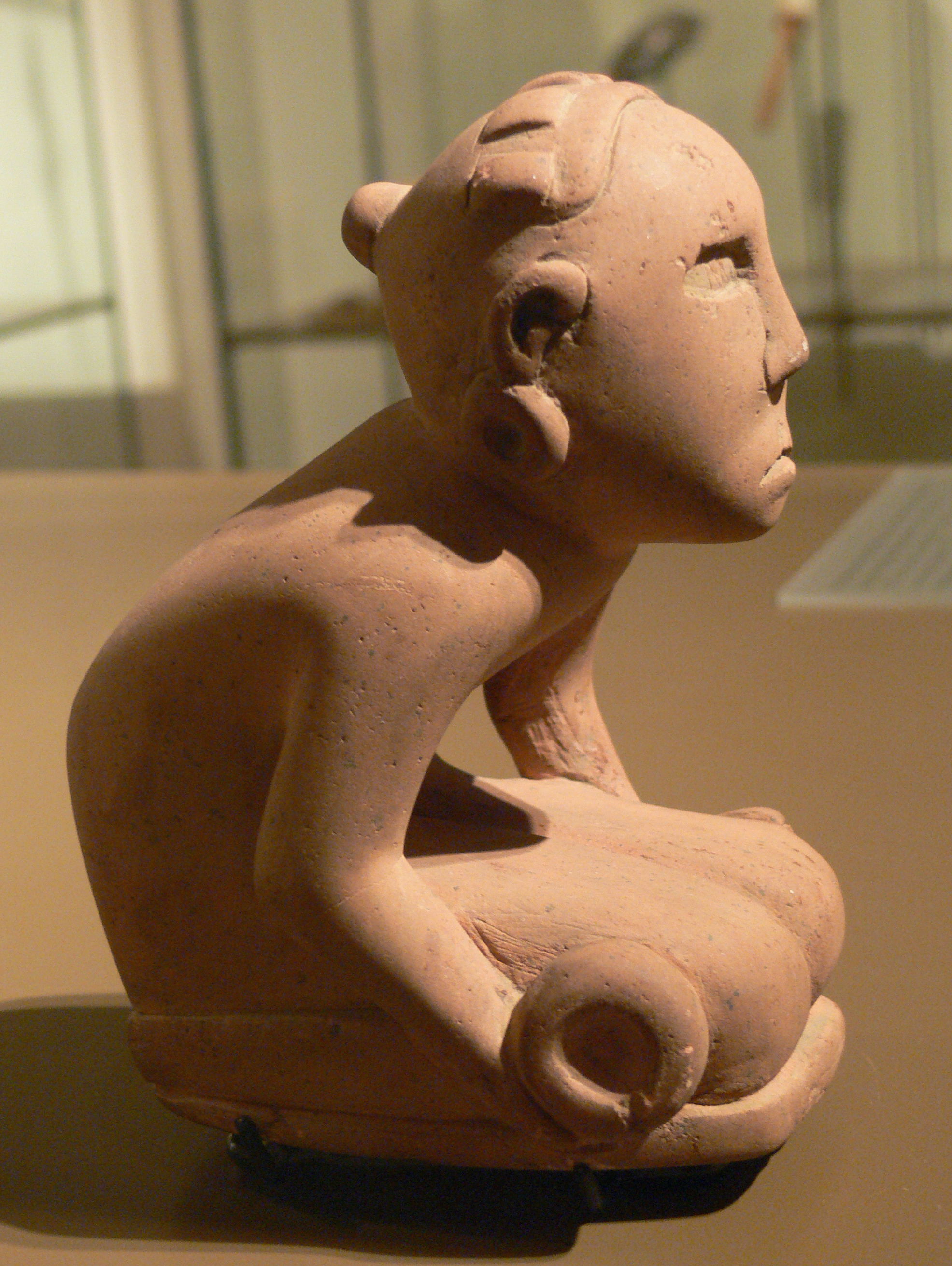
انبوب طبق من المسيسيبي على صورة لاعب الجونكي

ازدهرت في شمال أمريكا الشمالية العديد من مجتمعات الصيد البدائية والمجتمعات الزراعية في مناطق متنوعة. فتباينت القبائل الأمريكية الأصلية تباينًا كبيرًا في الخصائص؛ كان لبعض الزعامات مثل حضارة المسيسيبي وبويبلو القدماء تسلسل هرمي معقد. أما الإمارات الأخرى التي سكنت في ولايات شمال الولايات المتحدة وكندا فكانت أقل تعقيدًا ولم تساير التغييرات الحضارية بسرعة. ففي سنة 500 تقريبًا خلال حقبة الأحراج بدأ الأمريكيون الأصليون في استعمال الأقواس والسهام بدلا من الرماح في الصيد والحرب. ومع ذلك كان التقدم الحضاري غير متكافئ. وفي القرن 12 كان الاعتماد على الذرة واسع النطاق كونه محصول أساسي في شرق الولايات المتحدة وكندا. واستمر ذلك حتى التبادل الكولومبي.

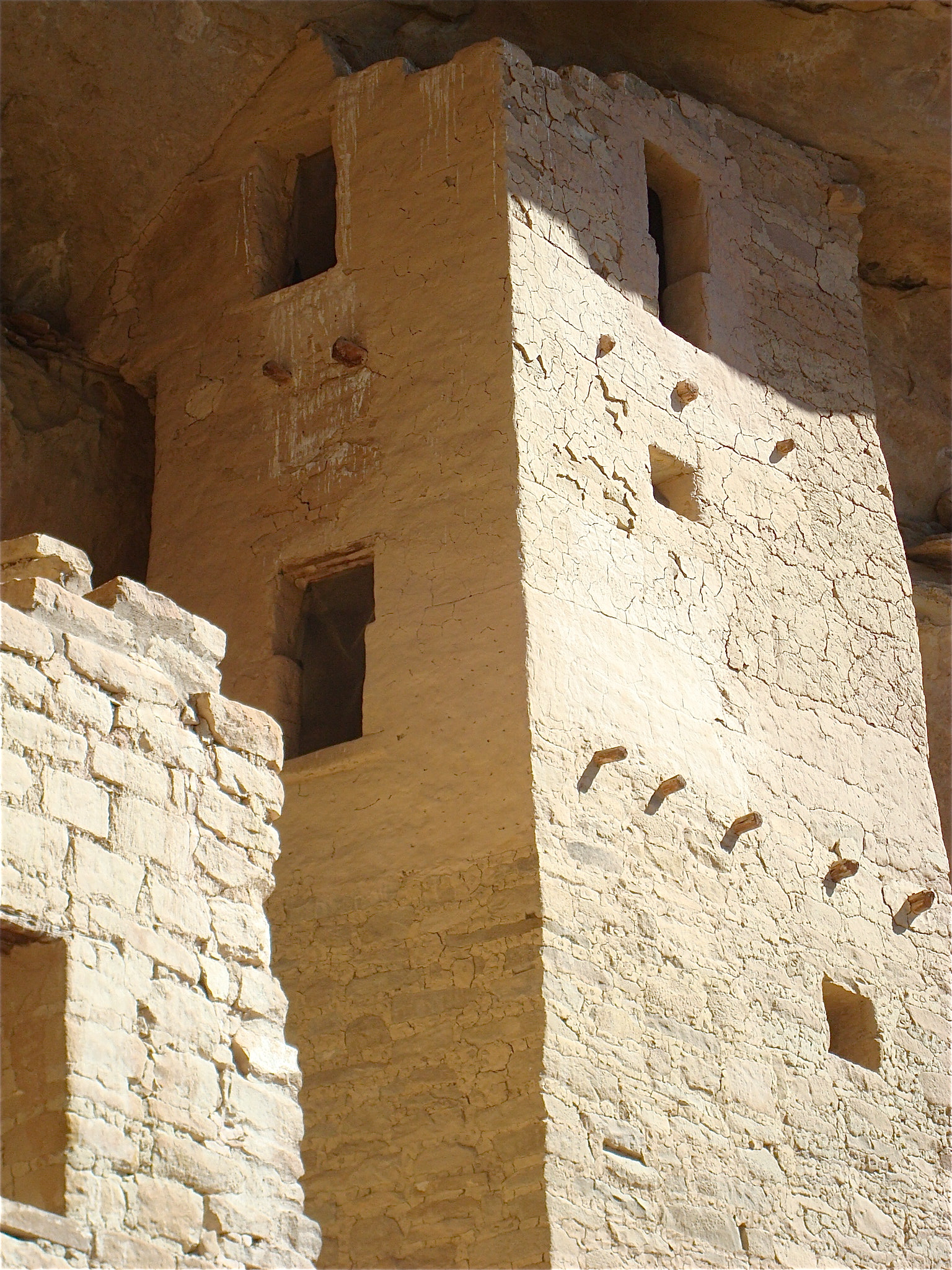
الأعمال الحجرية في محمية ميسا فيردي الوطنية، كولورادو

في شرق الولايات المتحدة كانت الأنهار هي الوسيلة للتجارة والاتصالات. كانت كاهوكيا الواقعة في ولاية إلينوي الأمريكية من بين أهم الأماكن في حضارة ميسيسيبي. يركز علم آثار في تلال الرهبان على ازدياد عدد السكان بشكل كبير بعد سنة 1000 نظرًا لتصنيعهم لأدوات مهمة للزراعة والجذب الثقافي. وفي حوالي سنة 1350 تم هجر كاهوكيا، ويعتقد أن ذلك بسبب العوامل البيئية.
في الوقت نفسه شيدت شعوب بويبلو القديمة مجموعة من المباني في موقع تشاكو كانيون الواقع في ولاية نيومكسيكو. وقد تكون المنازل الفردية قد سكنها أكثر من 600 شخص في وقت واحد. كان تشاكو كانيون الموقع الوحيد الذي يرجع إلى حقبة ما قبل كولومبوس في الولايات المتحدة الذي بنى طرق معبدة. يشير الفخار إلى مجتمع أكثر تعقيدًا، كما تم تدجين الديوك الرومية لأول مرة في الولايات المتحدة القارية. وفي حوالي 1150 تم هجر مساكن تشاكو كانيون، على الأرجح نتيجة للجفاف الشديد. وهناك أيضًا مجتمعات بويبلو أخرى في جنوب غرب الولايات المتحدة. بعد بلوغها الذروة تراجعت المجتمعات المحلية المعقدة في الولايات المتحدة ولم تتعاف تمامًا حتى وصول المستكشفين الأوروبيين.

#### أمريكا الوسطى

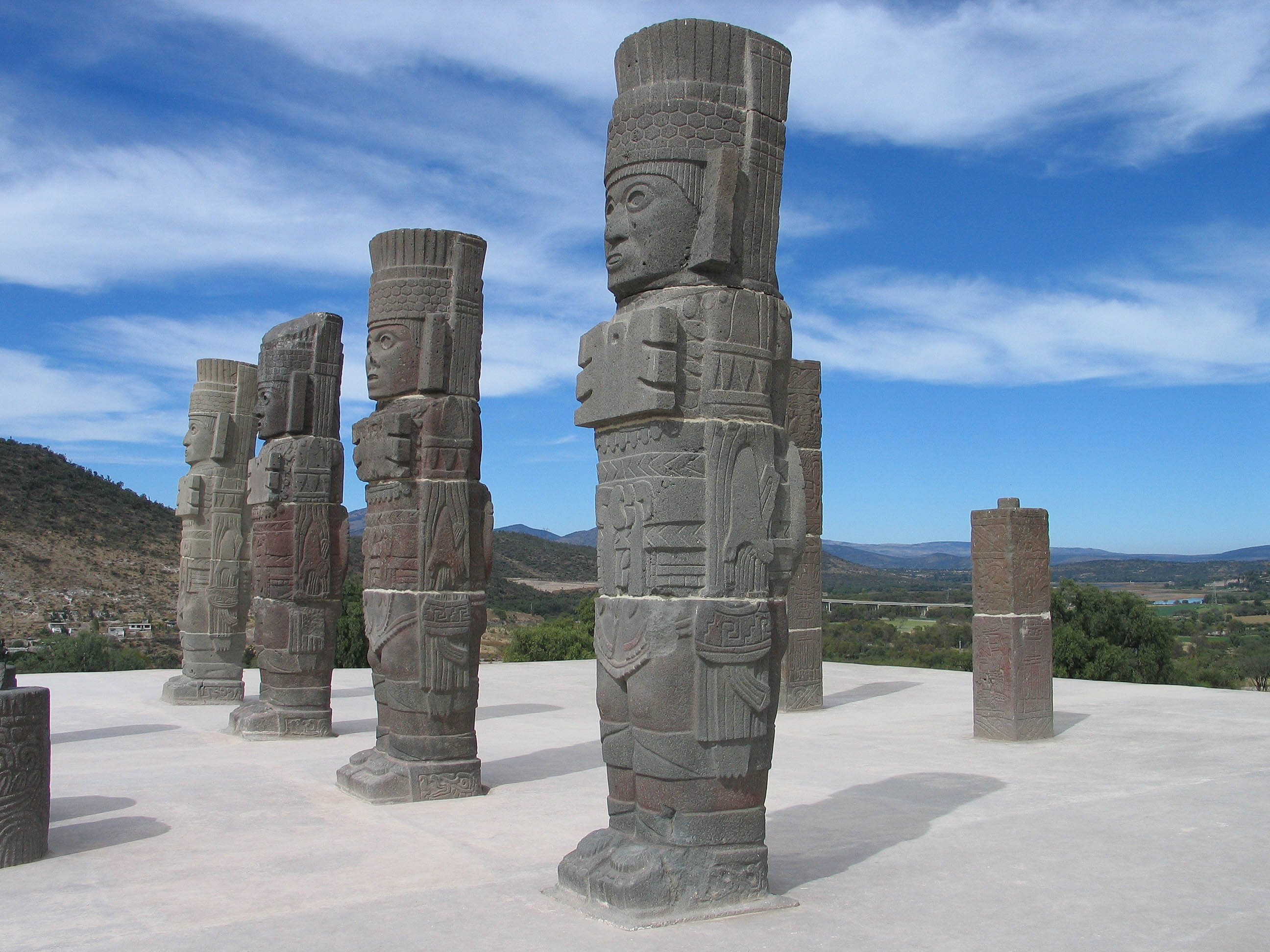
مجسمات أطلنطية من حضارة تولتك في موقع تولا. وكانت ملهمة لحضارة الأزتيك اللاحقين.

في بداية فترة العصور الوسطى العالمية، كانت مدينة تيوتيهواكان في أوجها، حيث سكنها أكثر من 125,000 نسمة، وفي 500 م كانت هي سادس أكبر مدينة في العالم في ذلك الوقت. فبنى سكانها هرم الشمس ثالث أكبر هرم في العالم لمتابعة الأحداث الفلكية. ولكنها تراجعت فجأة في القرنين السادس والسابع بسبب الأضرار البيئية الشديدة التي سببتها الظواهر الجوية الشديدة في الفترة 535-536. هناك أدلة على حرق أجزاء كبيرة من المدينة، ربما بسبب تمرد محلي. ولكن كان إرث المدينة مصدر إلهام لجميع الحضارات التالية في المنطقة.
في نفس الوقت كان العصر الكلاسيكي لحضارة المايا متجمعًا في عشرات من دول المدن في يوكاتان وغواتيمالا الحالية. كانت مدينة تشيتشن إيتزا من أهم تلك المدن التي تنافست بشدة مع جيرانها لتكون قوة اقتصادية مهيمنة في المنطقة.
كان لدى المايا طبقة عليا من الكهنة الذين كانوا ضليعين في علم الفلك والرياضيات والكتابة. وطور شعبها مفهوم الصفر، والتقويم المكون من 365 يومًا والذي ربما سبق تاريخ إنشائه عن مجتمعات العالم القديم. بعد سنة 900 تضعضعت العديد من مدن المايا فجأة في فترة جفاف.

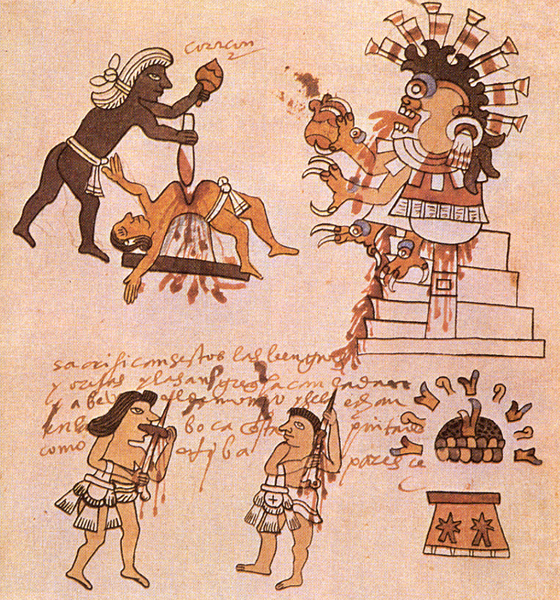
إراقة دماء الأزتك، حيث يقوم الكهنة بتضحية قلبية، من مخطوطة توديلا القرن 16.

نشأت إمبراطورية تولتيك من حضارة تولتك، ولاتزال تذكر بقادتها الحكماء والخيرين. وطالب كاهن-ملك يدعى سي أكتال توبيلتزن بمنع التضحية البشرية. وبعد وفاته سنة 947 اندلعت حروب أهلية ذات طابع ديني بين من أيدوا وعارضوا تعاليم توبيلتزن. إلا أن المؤرخين المعاصرين يشككون في تمدد تولتيك وتأثيرها ويعتقدون أن الكثير من المعلومات المعروفة عن تولتيك قد تم إنشاؤها بواسطة الأزتيك المتأخرين كأسطورة إلهام.
في القرن 13 الميلادي بدأت مجموعة بسيطة من المتشددين الدينيين العنيفين يسمون بالأزتك بغارات صغيرة في جميع أنحاء المنطقة. وفي النهاية ادعوا بوجود صلات لهم مع حضارة تولتيك، وأصروا بأنهم خلفاؤها الشرعيين. وبدأت أعدادهم تنمو، وغزو مساحات واسعة من الأرض، مستخدمين الإرهاب السياسي أساسًا لغزوهم، بمعنى أن قادة وكهنة الأزتك يأمرون بالتضحية البشرية للشعوب الخاضعة لهم، لتكون وسيلة لإذلالهم. فخضعت في النهاية معظم منطقة أمريكا الوسطى تحت إمبراطورية الآزتيك. في شبه جزيرة يوكاتان استمر معظم شعب المايا مستقلين عن الأزتيك، وإن تراجعت حضارتهم التقليدية. وتطورت حضارة الأزتك في الزراعة، باستخدام أنظمة تشينامبا [الإنجليزية] والري وزراعة المدرجات؛ ومن محاصيلها الهامة الذرة والبطاطا الحلوة والأفوكادو.
وفي سنة 1430 تحالفت مدينة تينوتشتيتلان مع المدن القوية الأخرى الناطقة بلغة الناهوان مثل تيتزكوكو وتلاكوبان لإنشاء إمبراطورية الأزتك المعروفة باسم التحالف الثلاثي. على الرغم من الإشارة إليها على أنها إمبراطورية، إلا أنها عملت لتكون نظام لجمع الجزية مع وجود تينوتشتيتلان في مركزها. وفي مطلع القرن 16 اندلعت حروب الزهور بين الأزتك والدول المتنافسة مثل تلاكسكالا لأكثر من خمسين عامًا.

### أمريكا الجنوبية
تركزت حضارة أمريكا الجنوبية في منطقة الأنديز التي استضافت ثقافات معقدة منذ سنة 2500 ق.م. وفي شرقها كانت المجتمعات شبه رحل. وتشير الاكتشافات في حوض الأمازون إلى أنه من المحتمل أن يكون عدد سكان المنطقة ما قبل الحضور الأوروبي قد بلغ خمسة ملايين شخص، وتمركزت فيها مجتمعات معقدة. ومرت في العديد من شعوب القارة الزراعية من كولومبيا إلى الأرجنتين مراحل عديدة من التطور من 500 م حتى الحضور الأوروبي.

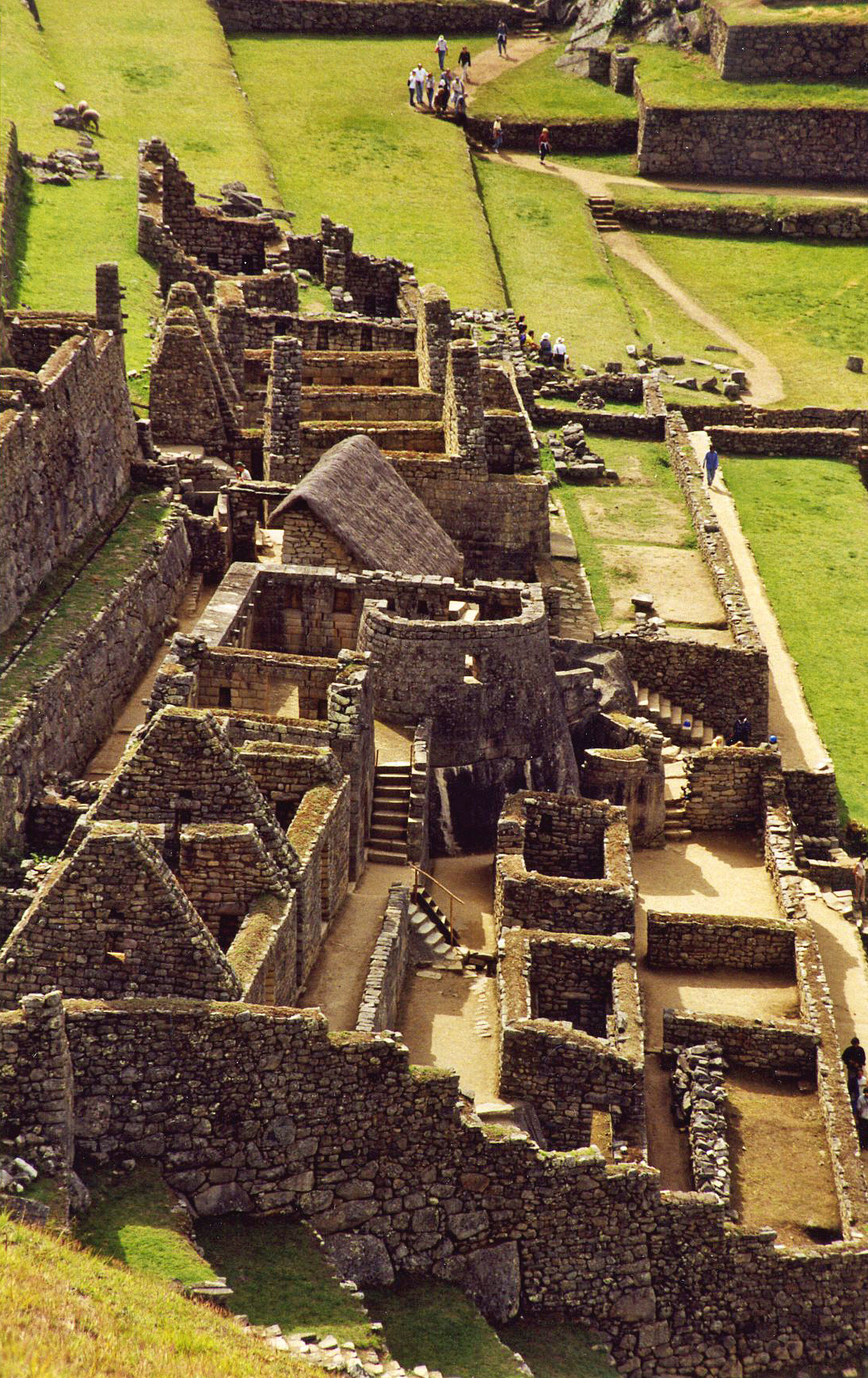
معبد الشمس في ماتشو بيتشو البيرو.

#### منطقة الأنديز
طورت منطقة الأنديز في العصور القديمة حضارات مستقلة عن التأثيرات الخارجية مثل أمريكا الوسطى. واستمرت دورة الحضارات في العصور الوسطى حتى دخول الإسبان. وافتقرت مجتمعات الأنديز بشكل جماعي إلى العملة واللغة المكتوبة وحيوانات نقل قوية مثل التي تتمتع بها حضارات العالم القديم. لذلك طور الأنديز طرقًا أخرى لتعزيز نموهم، مثل استخدام نظام كيبو لتوصيل الرسائل، واللاما لنقل الأحمال الأصغر والاقتصاد القائم على المعاملة بالمثل [الإنجليزية]. غالبًا ما كانت المجتمعات قائمة على التسلسل الهرمي الاجتماعي الصارم وإعادة التوزيع الاقتصادي من الطبقة الحاكمة.
في النصف الأول من حقبة ما بعد الكلاسيكية، سيطرت دولتان قويتان على منطقة الأنديز تقريبًا. في شمال بيرو كانت إمبراطورية واري، وفي جنوب بيرو وبوليفيا كانت هناك إمبراطورية تيواناكو وكلاهما من نتاج حضارة موتشي السابقة. لم يعرف مدى علاقتهم ببعضهما البعض، ولكن يُعتقد أنهما كانت بينهما حرب باردة، متنافسين ولكن تجنبوا الصراع المباشر لتجنب الدمار المتبادل المؤكد. فازدهرت المنطقة بدون حروب، حتى أن في حوالي سنة 700 سكن في مدينة تيواناكو 1.4 مليون نسمة. وبعد القرن الثامن تراجعت كلتا الدولتين بسبب الظروف البيئية المتغيرة، مما مهد الطريق لظهور الإنكا كثقافة متميزة بعد قرون.
في القرن 15 نهضت إمبراطورية الإنكا لتضم جميع الدول في المنطقة. وبقيادة ملك إله الشمس إنكا سابا غزت ما يعرف الآن ببيرو، وبنت مجتمعها في جميع أنحاء منطقة الأنديز الثقافية. ويتحدث الإنكا لغات كتشوا، واستفادت من التقنيات التي خلقتها مجتمعات الأنديز السابقة. من المعروف أن الإنكا استخدمت المعدادات لحساب الرياضيات. واشتهرت ببعض مبانيها الرائعة، مثل ماتشو بيتشو في إقليم كوسكو. وقد توسعت الإمبراطورية بسرعة شمالًا إلى الإكوادور، جنوبًا إلى وسط تشيلي. إلى الشمال من إمبراطورية الإنكا بقي اتحادي تايرونا وميسكا المستقلين يمارسان الزراعة وتعدين الذهب.

## أوقيانوسيا
- خريطة مناطق سكان أستراليا الأصليون
- استيطان شرق بولينيزيا، والانتشار إلى الجزر النائية الأخرى (مثل هاواي وجزيرة إيستر ونيوزيلندا)

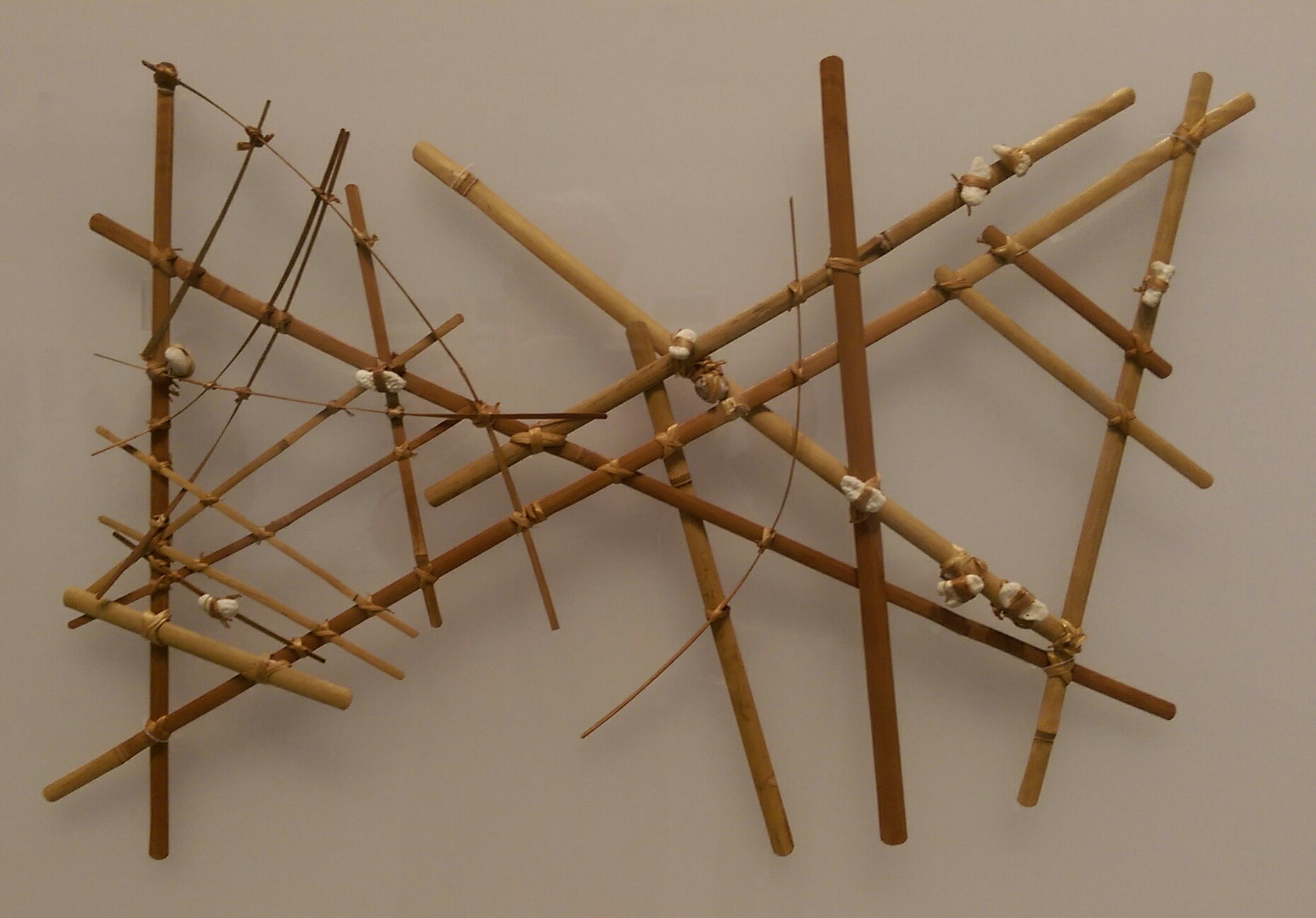
مخطط ملاحي ميكرونيزي، استخدمه البولينيزيون للتنقل عبر تيارات الرياح والماء.

بمعزل عن التطورات الحضارية في أفرو-أوراسيا والأمريكتين، فقد تطورت منطقة أوقيانوسيا الكبرى بشكل مستقل عن العالم الخارجي. ففي أستراليا تغير مجتمع السكان الأصليين وميلانيزيا قليلاً في فترة ما بعد الكلاسيكية منذ وصولهم إلى المنطقة من إفريقيا حوالي 50,000 ق.م. كان الاتصال الخارجي الوحيد هو لقاءات مع صيادين من أصل إندونيسي. تعود جذور الشعوب البولينيزية والميكرونيزية إلى تايوان وجنوب شرق آسيا وبدأت هجرتها إلى المحيط الهادئ من 3000 إلى 1500 ق.م.
خلال فترة ما بعد العصر الكلاسيكي، بنت شعوب ميكرونيزيا وبولينيزيا مدنًا في بعض المناطق مثل نان مادول وموا. وفي سنة 1200 م نشرت إمبراطورية توي تونغا نفوذها بعيدًا وعلى نطاق واسع في جميع أنحاء جزر جنوب المحيط الهادئ، حيث وصفها الأكاديميون بأنها مشيخة بحرية استخدمت شبكات التجارة للحفاظ على مركزية السلطة حول عاصمة الملك. اكتشف البولينيزيون على زوارق الممدود واستعمروا بعضًا من آخر جزر الأرض غير المأهولة. فكانت هاواي ونيوزيلندا وجزيرة الفصح من بين الأماكن الأخيرة التي وصلوا إليها، حيث اكتشف المستوطنون أراضي بكر. ادعى التقليد الشفوي أن الملاح يوتي رانجيورا اكتشف الجبال الجليدية في المحيط الجنوبي. أثناء الاستكشاف والاستيطان لم يقم المستوطنون البولينيزيون بالملاحة بشكل عشوائي ولكن استخدموا معرفتهم بتيارات الرياح والماء للوصول إلى وجهاتهم.

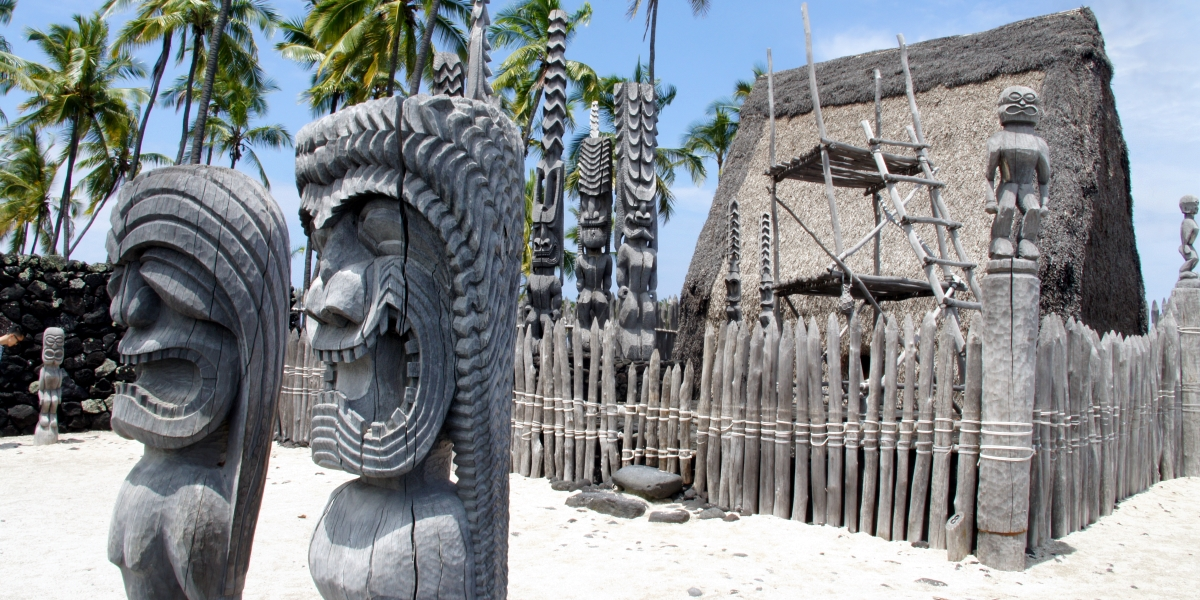
معبد هيل أو كيوي، وهو معبد مرمم في ولاية هاواي الأمريكية، واستخدم ليكون معبد ومذبح قرابين. تمثل التماثيل الآلهة التقليدية.

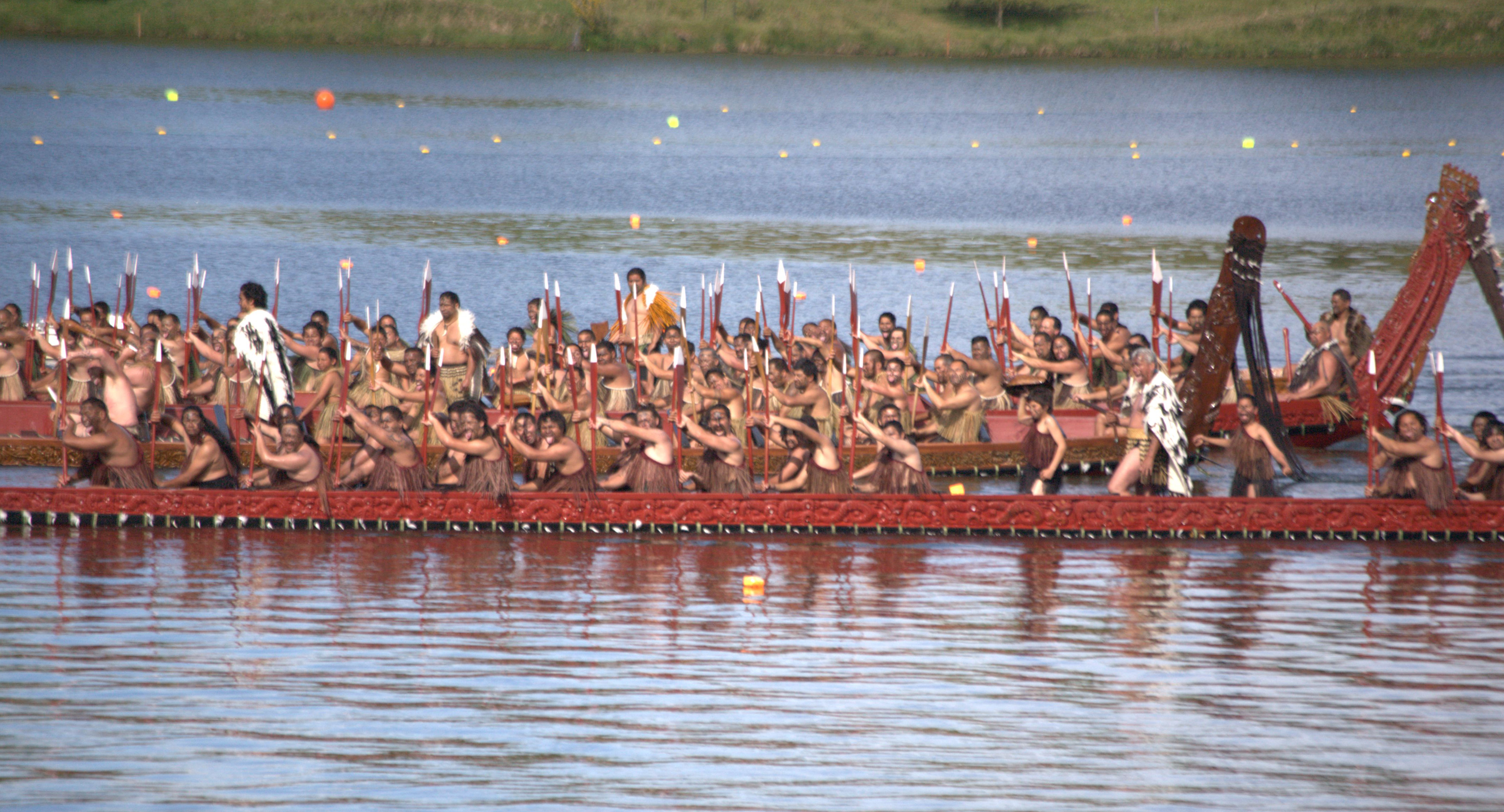
قوارب واكا الماورية، وتستخدم للحرب والملاحة في نيوزيلندا

بعد استقرارهم في الجزر، أصبحت بعض المجموعات البولينيزية متميزة عن بعضها البعض. وخير مثال على ذلك هو الماوري في نيوزيلندا. ظلت أنظمة الجزر الأخرى على اتصال مع بعضها البعض، مثل جزيرة هاواي وجزر المجتمع. من الناحية البيئية واجه البولينيزيون التحدي المتمثل في الحفاظ على أنفسهم في بيئات محدودة. تسببت بعض المستوطنات في انقراضات جماعية لبعض الأنواع النباتية والحيوانية المحلية بمرور الوقت عن طريق صيد الأنواع مثل طائر موا وإدخال الجرذ البولينيزي. شارك المستوطنون في جزيرة الفصح في تدمير بيئي كامل لموطنهم وافلاس سكانها بعد ذلك على الأرجح بسبب بناء تماثيل جزيرة الفصح. تكيفت مجموعات استيطانية أخرى مع بيئة جزر معينة مثل الموريوري في جزر تشاتام.
زار الأوروبيون في رحلاتهم العديد من جزر المحيط الهادئ في القرنين السادس عشر والسابع عشر، لكن معظم مناطق أوقيانوسيا لم يتم استعمارها إلا بعد مقدم المستكشف البريطاني جيمس كوك في ثمانينيات القرن الثامن عشر.

## نهاية الحقبة

خريطة جنوة للعالم 1457 تشير إلى إمكانية السفر البحري إلى الهند من أوروبا الغربية على الرغم من أن هذا لم يتم القيام به في ذلك الوقت.

مع اقتراب حقبة ما بعد الكلاسيكية أو العصور الوسطى للعالم من نهايتها في القرن 15، كانت العديد من الإمبراطوريات الموجودة طوال تلك الفترة في حالة تدهور. سرعان ما هيمنت دول المدن الإيطالية مثل البندقية وجنوة والأتراك العثمانيين على الإمبراطورية البيزنطية في البحر الأبيض المتوسط. وقد واجه البيزنطيون هجمات متكررة من قوى الشرق والغرب في الحملة الصليبية الرابعة، فانتكسوا أكثر حتى سقطت القسطنطينية بيد العثمانيين سنة 1453.
أما أكبر التغييرات فكانت في التجارة والتكنولوجيا. فسقوط القسطنطينية كانت لها أهمية عالمية لأنها تسببت بتعطيل الطرق البرية بين آسيا وأوروبا. تراجعت الهيمنة التقليدية للقبائل الرحل في أوراسيا واختفت الهيمنة المغولية التي جعلت التفاعل بين الحضارات المختلفة متاحًا. وغزت إمبراطوريات البارود غرب آسيا وجنوبها مستخدمة بنجاح التقدم في التكنولوجيا العسكرية، لكنها أغلقت طريق الحرير.

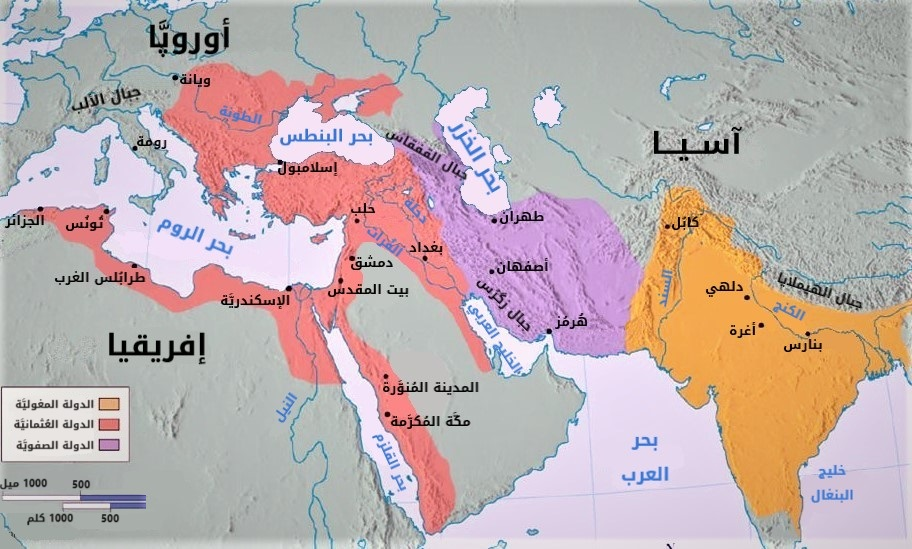
خريطة لإمبراطوريات البارود، وهي الدولة العثمانية والصفوية وسلطنة مغول الهند.

اعتزم الأوروبيون - وتحديداً مملكة البرتغال والعديد من المستكشفين الإيطاليين - استبدال السفر البري بالسفر البحري. وكان الاستكشاف الأوروبي بالأساس يبحث فقط عن طرق جديدة للوصول إلى الوجهات المعروفة. فسافر المستكشف البرتغالي فاسكو دا غاما إلى الهند عن طريق البحر سنة 1498 عن طريق الإبحار حول إفريقيا من رأس الرجاء الصالح. وكانت الهند وساحل إفريقيا معروفين بالفعل للأوروبيين ولكن لم يحاولوا القيام بمهمة تجارية كبيرة قبل ذلك الوقت. وبسبب التقدم الملاحي، أنشئت البرتغال إمبراطورية استعمارية عالمية بدءًا من غزو ملقا في ماليزيا الحالية سنة 1511.
أما المستكشفون الآخرون مثل الإيطالي كريستوفر كولومبوس الذي رعتهم إسبانيا الذين انخرطوا في التجارة بالسفر على طرق غير مألوفة غربًا من أوروبا. أدى الاكتشاف الأوروبي اللاحق للأمريكتين سنة 1492 إلى التبادل الكولومبي وأول عولمة لعموم المحيطات في العالم. وقام المستكشف الإسباني فرناندو ماجلان بأول طواف حول الأرض سنة 1521. فكان نقل السلع والأمراض عبر المحيطات غير مسبوق في خلق عالم أكثر ترابطًا. ومن تلك التطورات في الملاحة والتجارة بدأ التاريخ الحديث.